# Азербайджан на летних Олимпийских играх 2020
Азербайджан на летних Олимпийских играх 2020 года был представлен 44 спортсменами в 13 видах спорта. 27 спортсменов выступили на Олимпийских играх впервые. Команда впервые была представлена в бадминтоне, карате и женской спортивной гимнастике.
На Олимпийских играх 2020 года спортсмены Азербайджана завоевали семь медалей: три серебряные и четыре бронзовые. Азербайджан впервые взял олимпийские медали в карате и женском дзюдо. Вместе с тем впервые с Олимпиады 1996 года азербайджанские спортсмены не смогли завоевать ни одну золотую медаль Олимпийских игр. В итоге сборная заняла 67-е место в неофициальном общекомандном зачёте по достоинству медалей, 34-е место среди стран Европы, 8-е — среди республик бывшего Советского Союза; по общему количеству наград она разделила с Ираном, Бельгией, Беларусью, Индией и Австрией 33-е место.
На церемонии открытия Игр знаменосцами сборной Азербайджана были серебряный призёр Игр 2016 года дзюдоист Рустам Оруджев и двукратная медалистка чемпионатов мира тхэквондистка Фарида Азизова, а на церемонии закрытия — серебряный олимпийский призёр игр в Токио, борец Гаджи Алиев.
В состав сборной Азербайджана для участия в Играх 2020 вошёл целый ряд олимпийских призёров, среди них олимпийский чемпион Шариф Шарифов (вольная борьба), серебряные призёры Рустам Оруджев (дзюдо), Мария Стадник (вольная борьба) и Лоренсо Сотомайор (бокс) и бронзовые призёры Гаджи Алиев (вольная борьба) и Милад Беиги Харчегани (тхэквондо). 19 представлявших Азербайджан на Олимпийских играх спортсменов являлись натурализованными, четверо из них завоевали медали, причём все женские медали принесли натурализованные с Украины спортсменки.

## Медали
На Олимпийских играх в Токио сборная Азербайджана завоевала меньше медалей, чем на двух предыдущих Играх — 7, что на 11 медалей меньше, чем за четыре года до этого в Рио-де-Жанейро. Вместе с тем впервые с Олимпиады 1996 года в Атланте спортсмены из Азербайджана не смогли завоевать ни одну золотую медаль Олимпийских игр.
Впервые в истории спортсмены Азербайджана удостоились олимпийских медалей в карате и женском дзюдо (двое из трёх медалистов в этих дисциплинах были натурализованными). Если многие призёры впервые стали медалистами Олимпийских игр, то борец Гаджи Алиев стал двукратным призёром, а лидер женской сборной по вольной борьбе Мария Стадник вошла в историю азербайджанского спорта, став первым четырёхкратным призёром Олимпийских игр от Азербайджана.
| Серебро |                |                                    |           |
| №       | Спортсмены     | Вид спорта (дисциплина)            | Дата      |
| 1       | Рафаэль Агаев  | Карате (до 75 кг, мужчины)         | 6 августа |
| 2       | Гаджи Алиев    | Вольная борьба (до 65 кг, мужчины) | 7 августа |
| 3       | Ирина Зарецкая | Карате (свыше 61 кг, женщины)      | 7 августа |

| Бронза |                         |                                          |           |
| №      | Спортсмены              | Вид спорта (дисциплина)                  | Дата      |
| 1      | Ирина Киндзерская       | Дзюдо (свыше 78 кг, женщины)             | 30 июля   |
| 2      | Лорен Альфонсо Домингес | Бокс (до 81 кг, мужчины)                 | 1 августа |
| 3      | Рафик Гусейнов          | Греко-римская борьба (до 77 кг, мужчины) | 3 августа |
| 4      | Мария Стадник           | Вольная борьба (до 50 кг, женщины)       | 7 августа |

| Медали по видам спорта | Медали по видам спорта | Медали по видам спорта | Медали по видам спорта | Медали по видам спорта |
| ---------------------- | ---------------------- | ---------------------- | ---------------------- | ---------------------- |
| Вид спорта             | 1                      | 2                      | 3                      | Итого                  |
| Бокс                   | 0                      | 0                      | 1                      | 1                      |
| Борьба                 | 0                      | 1                      | 2                      | 3                      |
| Дзюдо                  | 0                      | 0                      | 1                      | 1                      |
| Карате                 | 0                      | 2                      | 0                      | 2                      |
| Всего                  | 0                      | 3                      | 4                      | 7                      |

| Медали по дням | Медали по дням | Медали по дням | Медали по дням | Медали по дням |
| -------------- | -------------- | -------------- | -------------- | -------------- |
| Дата           | 1              | 2              | 3              | Итого          |
| 24 июля        | 0              | 0              | 0              | 0              |
| 25 июля        | 0              | 0              | 0              | 0              |
| 26 июля        | 0              | 0              | 0              | 0              |
| 27 июля        | 0              | 0              | 0              | 0              |
| 28 июля        | 0              | 0              | 0              | 0              |
| 29 июля        | 0              | 0              | 0              | 0              |
| 30 июля        | 0              | 0              | 1              | 1              |
| 31 июля        | 0              | 0              | 0              | 0              |
| 1 августа      | 0              | 0              | 1              | 1              |
| 2 августа      | 0              | 0              | 0              | 0              |
| 3 августа      | 0              | 0              | 1              | 1              |
| 4 августа      | 0              | 0              | 0              | 0              |
| 5 августа      | 0              | 0              | 0              | 0              |
| 6 августа      | 0              | 1              | 0              | 1              |
| 7 августа      | 0              | 2              | 1              | 3              |
| 8 августа      | 0              | 0              | 0              | 0              |
| Всего          | 0              | 3              | 4              | 7              |

| Медали по полу | Медали по полу | Медали по полу | Медали по полу | Медали по полу |
| -------------- | -------------- | -------------- | -------------- | -------------- |
| Пол            | 1              | 2              | 3              | Итого          |
| Мужчины        | 0              | 2              | 2              | 4              |
| Женщины        | 0              | 1              | 2              | 3              |
| Всего          | 0              | 3              | 4              | 7              |

## Состав сборной
На летних Олимпийских играх в Токио Азербайджан представляло 44 спортсмена в 13 видах спорта (28 мужчин и 16 женщин). В количественном плане состав сборной значительно уступал своим аналогам прошлых лет. Так, на Играх 2016 года Азербайджан представляло 56 спортсменов, а в 2012 году — 53. Большинство спортсменов Азербайджана на Олимпиаде являлись дзюдоистами (9 атлетов).
В состав сборной Азербайджана для участия в Играх 2020 года вошёл целый ряд олимпийских призёров: олимпийский чемпион Шариф Шарифов (вольная борьба), серебряные призёры Рустам Оруджев (дзюдо), Мария Стадник (вольная борьба) и Лоренсо Сотомайор (бокс) и бронзовые призёры Гаджи Алиев (вольная борьба) и Милад Беиги Харчегани (тхэквондо). Но вместе с этим впервые в истории азербайджанского спорта победитель прошлых Олимпийских игр не смог получить лицензию на следующие, так как действующему олимпийскому чемпиону Радик Исаеву не удалось получить лицензию в Токио.
19 представлявших Азербайджан на Олимпийских играх спортсменов являлись натурализованными (ранее они выступали за такие страны, как Россия, Куба, Украина, Болгария, Индонезия, Иран, Грузия), четверо из них в дальнейшем завоевали медали. Самым молодым членом сборной являлась 17-летняя пловчиха Марьям Шейхализадехангях, а самым старшим — 41-летний стендовый стрелок Эмин Джафаров. На церемонии открытия Олимпийских игр знаменосцами сборной были серебряный призёр Игр 2016 года дзюдоист Рустам Оруджев и двукратная медалистка чемпионатов мира тхэквондистка Фарида Азизова, а на церемонии закрытия — как и на прошлых Играх серебряный призёр Олимпиады-2020 борец Гаджи Алиев.
27 спортсменов выступали на Олимпийских играх в первый раз: команда впервые была представлена в бадминтоне и карате, а также в женской спортивной гимнастике. Вместе с тем как и в 2016 году Азербайджан не был представлен в тяжёлой атлетике по причине потери олимпийской лицензии: несмотря на то, что Алиш Назаров завоевал лицензию на Олимпиаду благодаря выступлению в рейтинговых турнирах по тяжёлой атлетике и ему даже выслали аккредитацию на Игры в Токио, но лицензия была аннулирована из-за обнаружения допинга у штангистки сборной Азербайджана болгарского происхождения Боянки Костовой.
Азербайджан в Токио также представляли судьи: (Джахангир Бабаев на соревнованиях по карате, Асиф Ширалиев на соревнованиях по борьбе, Анар Бабанлы на соревнованиях по боксу, Ох Кванг Чеол на соревнованиях по тхэквондо, Вахид Назаров на соревнованиях по тяжёлой атлетике).
 Бадминтон
1. Эди Рески Двичао

 Бокс
1. Тайфур Алиев
2. Джавид Челебиев
3. Лоренцо Сотомайор
4. Лорен Альфонсо Домингес
5. Мухаммад Абдуллаев

 Борьба
Вольная борьба
1. Гаджи Алиев
2. Туран Байрамов
3. Шариф Шарифов
4. Мария Стадник
5. Элис Манолова

Греко-римская борьба
1. Рафиг Гусейнов
2. Ислам Аббасов

Велоспорт
 Шоссейный велоспорт
1. Эльчин Асадов

 Дзюдо
1. Карамат Гусейнов
2. Орхан Сафаров
3. Рустам Оруджев
4. Мамедали Мехдиев
5. Мурад Фатиев
6. Зелим Коцоев
7. Ушанги Кокаури
8. Аиша Гурбанлы
9. Ирина Киндзерская

 Карате
1. Фирдовси Фарзалиев
2. Рафаэль Агаев
3. Ирина Зарецкая

 Лёгкая атлетика
1. Назим Бабаев
2. Анна Скидан

 Плавание
1. Максим Шемберев
2. Марьям Шейхализадехангях

 Спортивная гимнастика
1. Иван Тихонов
2. Марина Некрасова

 Стрельба
1. Руслан Лунёв
2. Эмин Джафаров

 Триатлон
1. Ростислав Певцов

 Тхэквондо
1. Милад Харчегани
2. Фарида Азизова

 Фехтование
1. Анна Башта

 Художественная гимнастика
1. Зохра Агамирова
2. Нармина Самедова
3. Елизавета Лузан
4. Ляман Алимурадова
5. Зейнаб Гумметова
6. Дарья Сорокина

## Результаты соревнований

### Бадминтон
Впервые в истории Азербайджан был представлен на летних Олимпийских играх в бадминтоне. Путёвку в этом виде спорта завоевал для страны Эди Рески Двичао, для которого это была первая Олимпиада в карьере. Выступал Двичао в группе L, где сначала одолел Тьен Мин Нгуена из Вьетнама, но во втором матче уступил победителю чемпионата Европы и Европейских игр датчанину Андерсу Антонсену и занял второе место в группе, но поскольку в следующий этап прошли победители групп и ещё двое лучших среди вторых мест в 14-и группах, Двичало завершил выступление.
Мужчины
| Соревнование     | Спортсмен        | Групповой раунд      | Групповой раунд      | Групповой раунд | 1/8 финала           | Четвертьфинал        | Полуфинал            | Финал                | Финал                |
| Соревнование     | Спортсмен        | Соперник Результат   | Соперник Результат   | Место           | Соперник Результат   | Соперник Результат   | Соперник Результат   | Соперник Результат   | Место                |
| ---------------- | ---------------- | -------------------- | -------------------- | --------------- | -------------------- | -------------------- | -------------------- | -------------------- | -------------------- |
| одиночный разряд | Эди Рески Двичао | VIEТ. М. Нгуен В 2:0 | DENА. Антонсен П 0:2 | 2               | Завершил выступление | Завершил выступление | Завершил выступление | Завершил выступление | Завершил выступление |

### Бокс
Первую лицензию Азербайджана в боксе завоевал Тайфур Алиев (57 кг), дойдя в марте 2020 года на Европейском олимпийском квалификационном турнире в Лондоне до четвертьфинала. В начале июня 2021 года боксёры Джавид Челебиев (63 кг), Лоренсо Сотомайор (69 кг), Лорен Альфонсо Домингес (81 кг) и Мухаммад Абдуллаев (+91 кг) удачно выступили на Европейском квалификационном турнире в Париже и также завоевали путёвки на Игры. В итоге количественный состав олимпийской сборной Азербайджана по боксу уступал всем предыдущим (только на последних Играх в Рио участвовало 11 азербайджанских боксёров, 10 из которых — в мужском зачёте).

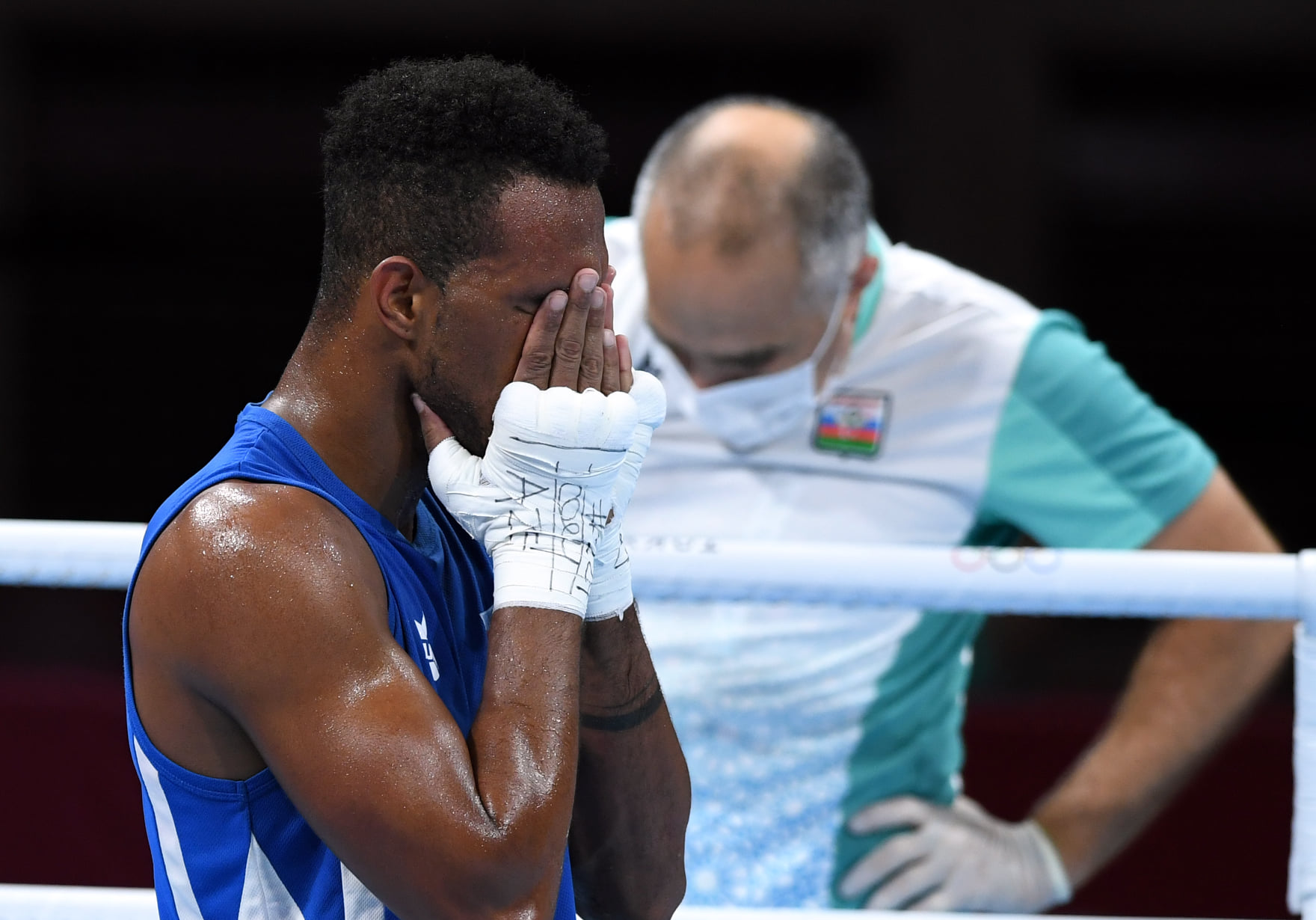
Дебютант Игр Лорен Альфонсо Домингес принёс для Азербайджана единственную медаль в боксе

Дебютант Игр Тайфур Алиев, который первым из азербайджанских боксёров вышел на ринг, проиграл первый же бой Нгуену Ван Дуонгу из Вьетнама со счётом 2:3 и завершил выступление. Несмотря на то, что в концовке первого раунда Алиев оказался в нокдауне, но зато победил здесь по очкам, спортивные обозреватели назвали финальное решение судей, отдавших победу вьетнамскому боксёру, довольно спорным, считая, что во втором раунде Тайфур ни в чём не уступал сопернику, но все судьи отдали победу вьетнамцу. Серебряный призёр Рио-2016 Лоренсо Сотомайор также проиграл первый бой Ескерхану Мадиеву из Грузии. Первые два раунда выиграл Мадиев, а в третьем раунде рефери остановил бой из-за рассечения брови у Сотомайора и присудил победу грузинскому боксёру. Магомед Абдуллаев же в первом поединке одолел Дениса Латипова из Бахрейна со счетом 3:1 и вышел в 1/8 финала, но в 1/8 финала проиграл чемпиону мира 2019 года и трёхкратному чемпиону Азии Баходиру Жалолову из Узбекистана.
Свой первый бой выиграл и Джавид Челебиев, уверенно одолевший Ярослава Харцыза с Украины со счётом 5:0. В 1/8 финала Челебиев проиграл Оганесу Бачкову из Армении со счётом 1:4. И хотя Челебиев победил в первом раунде, в остальных двух раундах большинство судей отдали победу сопернику. После поединка Джавид Челебиев открыто обвинил арбитров в необъективном судействе его поединка. В весе до 81 кг дебютант Игр Лорен Альфонсо Домингес одолел в 1/8 финала вице-чемпиона мира 2019 года Дилшодбека Рузметова из Узбекистана, а в четвертьфинале со счётом 5:0 победил турецкого боксёра Байрама Малкана. В полуфинале Домингес встретился с кубинским боксёром действующим олимпийским чемпионом в этом весе Арленом Лопесом. И хотя после первого раунда Домингес вёл со счётом 4:1, но в итоге проиграл со счётом 0:5 и принёс в копилку сборной Азербайджана вторую бронзовую медаль и единственную медаль Азербайджана в боксе на этой Олимпиаде. Медаль Домингеса стала также девятой медалью Азербайджана в боксе за всю историю Олимпийских игр.
Мужчины
| Категория   | Спортсмены              | Первый раунд         | Второй раунд         | Четвертьфинал        | Полуфинал            | Финал                | Место |
| Категория   | Спортсмены              | Соперник Результат   | Соперник Результат   | Соперник Результат   | Соперник Результат   | Соперник Результат   | Место |
| ----------- | ----------------------- | -------------------- | -------------------- | -------------------- | -------------------- | -------------------- | ----- |
| до 57 кг    | Тайфур Алиев            | VIEВ. Д. Нгуен П 2:3 | Завершил выступление | Завершил выступление | Завершил выступление | Завершил выступление | 17    |
| до 63 кг    | Джавид Челебиев         | UKRЯ. Харцыз В 5:0   | ARMО. Бачков П 1:4   | Завершил выступление | Завершил выступление | Завершил выступление | 9     |
| до 69 кг    | Лоренсо Сотомайор       | GEOЕ. Мадиев П RSC   | Завершил выступление | Завершил выступление | Завершил выступление | Завершил выступление | 17    |
| до 81 кг    | Лорен Альфонсо Домингес | Не участвовал        | UZBД. Рузметов В 4:1 | TURБ. Малкан В 5:0   | CUBА. Лопес П 0:5    | Завершил выступление | 3     |
| свыше 91 кг | Мухаммад Абдуллаев      | BRNД. Латипов В 3:1  | UZBБ. Жалолов П 0:5  | Завершил выступление | Завершил выступление | Завершил выступление | 9     |

### Борьба

#### Отбор на Игры

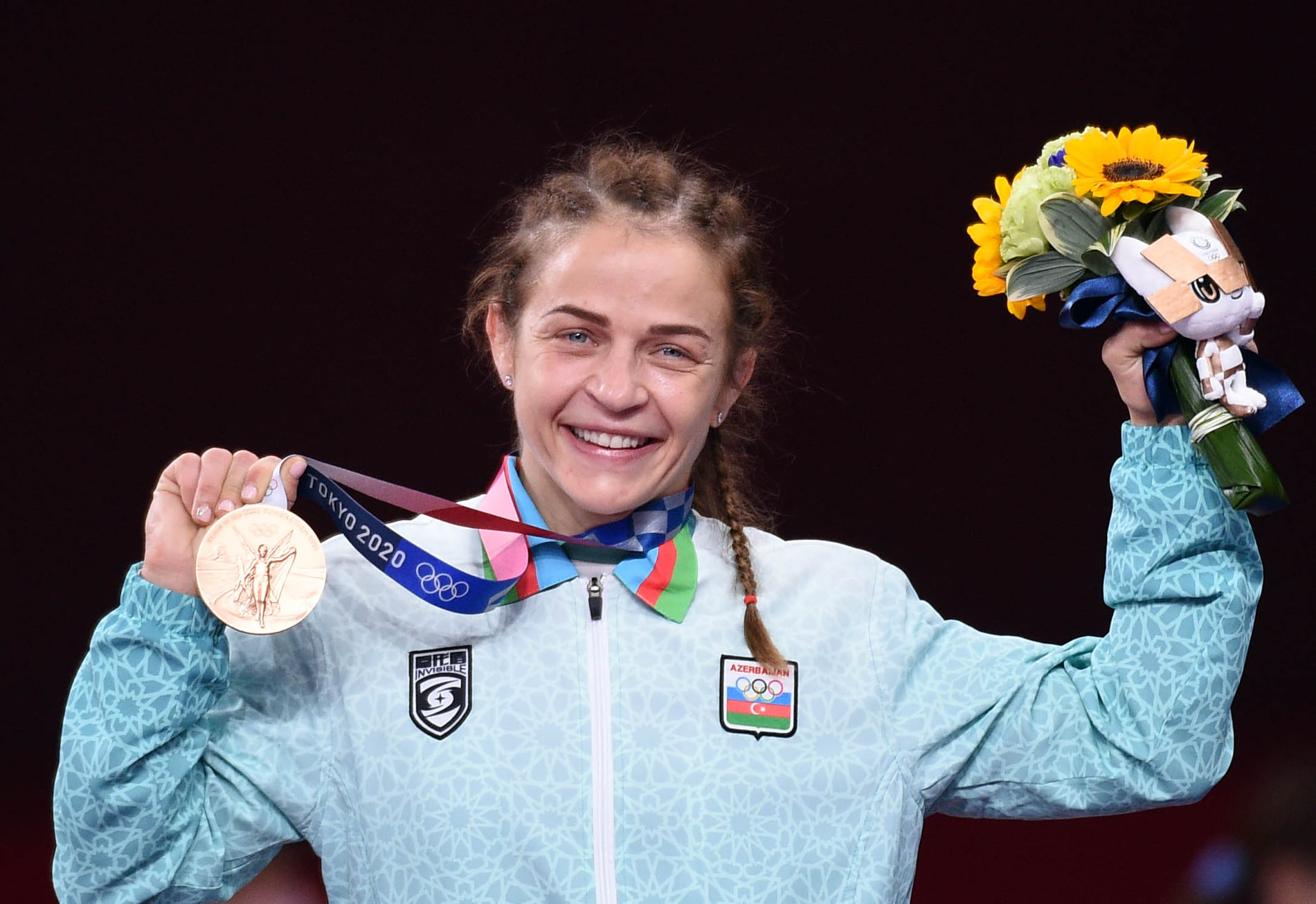
На Играх в Токио Мария Стадник вошла в историю азербайджанского спорта как первая четырёхкратная призёрка Олимпийских игр из Азербайджана

Первые лицензии Азербайджана в борьбе завоевали на чемпионате мира в сентябре 2019 года в Нур-Султане борцы вольного стиля серебряный призёр турнира Шариф Шарифов (97 кг) и победительница чемпионата Мария Стадник (50 кг). Следующие лицензии были завоёваны на первом лицензионном турнире к Играм в Будапеште борцами вольного стиля Гаджи Алиевым (65 кг) и Гаджимурадом Гаджиевым (74 кг), ставшими серебряными призёрами, и золотым медалистом борцом греко-римского стиля Исламом Аббасовым (87 кг). На последнем лицензионном турнире в Софии олимпийские лицензии завоевали Элис Манолова в весе до 68 кг и борец греко-римского стиля Рафик Гусейнов в весе до 77 кг.
В итоге олимпийские лицензии завоевали всего пять азербайджанских борцов, что даже меньше обладателей медалей на Олимпиаде-2016 в Рио, где на пьедестал почёта поднялись девять борцов из Азербайджана. Сборная же Азербайджана по вольной борьбе за всю историю выступления на Олимпийских играх выступит в Токио с самим малочисленным составом. Подобную неудачу в получении лицензий спортивные обозреватели видят не в пандемии COVID-19, а в самом кризисе азербайджанской борьбы, связанным с рядом факторов: системными проблемами в Федерации борьбы и допущенных ею ошибках, волне ухода именитых борцов из спорта, отсутствии молодых звезд, которые бы громко заявили о себе на международной арене, слабой подготовкой борцов и отсутствии тренерского опыта у главного тренера сборной Азербайджана по вольной борьбе Намика Абдуллаева.
В конце июня Гаджимурад Гаджиев, который должен был выступать в весе до 74 кг, получил травму, и Федерация борьбы Азербайджана обратилась в МОК, чтобы получить «добро» на замену Гаджиева 20-летним Тураном Байрамовым, лидером молодёжной сборной Азербайджана. 20 июля МОК позволил Азербайджану заменить травмированного Гаджиева на Байрамова.

#### Выступления спортсменов

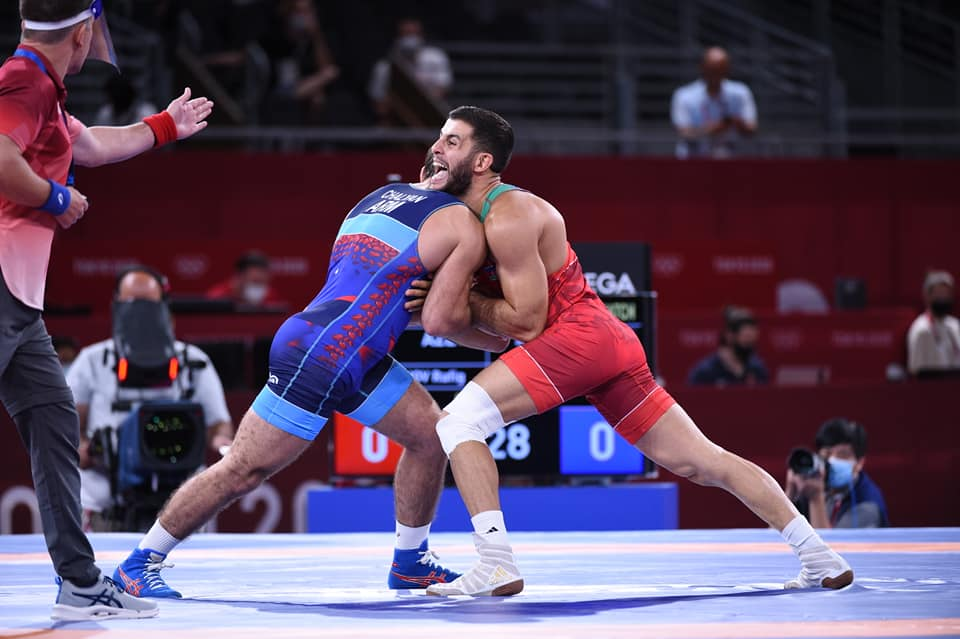
Дебютант Игр Рафик Гусейнов (в красном в схватке за бронзу Олимпиады) принёс единственную для Азербайджана медаль в греко-римской борьбе

Дебютант Олимпийских игр Рафик Гусейнов (77 кг) победил в первой схватке Алекса Кессидиса из Швеции со счётом 1:1 благодаря тому, что последним сделал приём. В четвертьфинале он уступил Акжолу Махмудову из Кыргызстана со счётом 1:9. Выход Махмудова в финал дал Гусейнову шанс бороться в утешительных схватках за бронзу. В первой утешительной схватке Гусейнов со счётом 11:1 одолел Ламджеда Маафи из Туниса. В решающей же схватке Рафик Гусейнов победил Карапета Чаляна из Армении и завоевал бронзовую медаль. Свою победу Гусейнов назвал победой своего отца, его личного тренера Радика Гусейнова. По словам атлета, ему не удалось хорошо выступить, а после поединка с Махмудовым он так и не смог восстановиться.
Ислам Аббасов (87 кг), также дебютировавший на Играх, в 1/8 финала уступил кубинцу Даниэлу Грегоричу со счётом 1:3. Из-за того, что Грегорич проиграл в четвертьфинале, Аббасов выбыл из борьбы за бронзовую медаль.
Вольник Туран Байрамов на своей дебютной Олимпиаде в 1/8 финала со счётом 4:2 победил бронзового призёра последнего Кубка мира украинского борца Василия Михайлова. В четвертьфинале Байрамов уступил двукратному чемпиону мира и четырёхкратному чемпиону Европы Франку Чамисо из Италии со счётом 1:3. Поражение же Чамизо в полуфинале лишило Байрамова возможности провести утешительные схватки за бронзу.

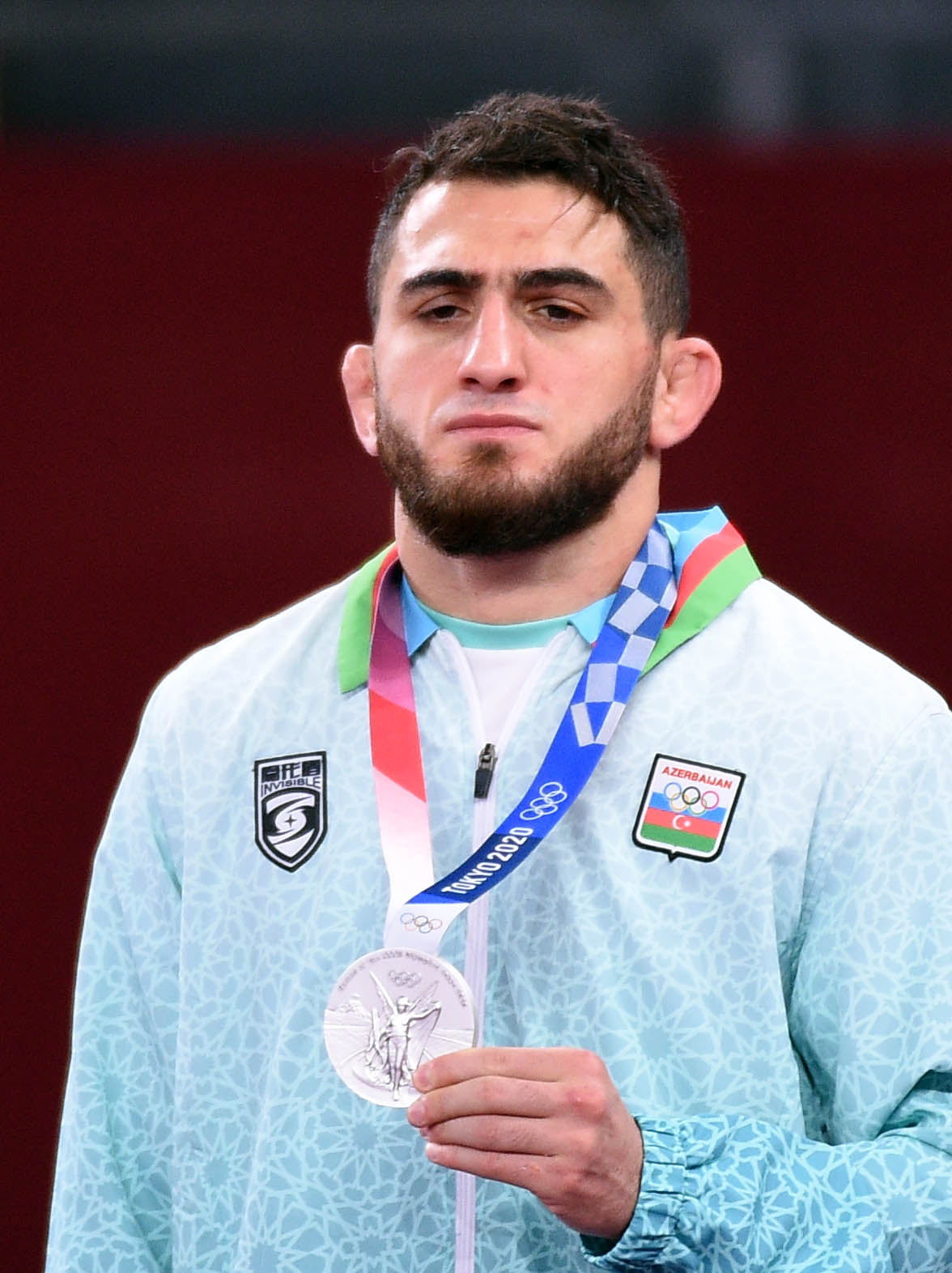
Гаджи Алиев стал единственным представителем мужской вольной борьбы из Азербайджана, взявшим медаль на Играх в Токио

Бронзовый призёр Олимпиады в Рио Гаджи Алиев в первой схватке победил сенегальского борца Адама Диатта, а в четвертьфинале одолел Даулета Ниязбекова из Казахстана. В полуфинале Алиев с крупным счётом выиграл у Баджранга Пунии из Индии и вышел в финал. Здесь ему противостоял местный борец чемпион мира 2018 года из Японии Такуто Отогуро. Алиев проиграл Отогуро с минимальной разницей. За 8 секунд до конца первого периода Алиев сделал счёт 2:2 в свою пользу. Во втором периоде Отогуро за 20 секунд до конца схватки взял 2 очка, перекатываясь и сохраняя свою спину нераскрытой, в то время как Алиев откатился назад в ответной попытке. Неудачная попытка просмотра видеоповтора дала японцу ещё балл и счёт стал 5:2. Под конец поединка Отогуро получил 2 штрафных очка за то, что убегал от Алиева, но всё равно смог удержать счёт в свою пользу. После поединка Алиев заявил, что всё в финале делал правильно, соперник же часто останавливал схватку и бился головой, а на последних секундах сделал нырок в ноги. Последняя минута финала породила множество разговоров о судействе, тренеры Алиева потребовали видеоповтор, но видеозапись подтвердила, что свои два балла Отогуро получил справедливо. Алиев и сам позже заявил, что в конце встречи судьи приняли правильное решение.
Олимпийский чемпион 2012 года и бронзовый призёр Рио Шариф Шарифов в первой же схватке проиграл россиянину Абдулрашиду Садулаеву, которому уступил на прошлой Олимпиаде в полуфинале. Выход Садулаева в финал дал шанс Шарифову бороться за бронзу. Первую схватку с Элизбаром Одикадзе из Грузии Шарифов выиграл, но в решающей проиграл кубинцу Рейнерису Саласу при равном счёте 3:3.
В женской борьбе Элис Манолова (68 кг), для которой это была первая Олимпиада в карьере, в первом поединке уступила нигерийке Блессинг Оборудуду со счетом 2:13. Выход Оборудуду в финал дал Маноловой шанс бороться за бронзу. Но в первой же утешительной схватке Манолова проиграла киргизской спортспенке Меерим Жуманазаровой и завершила Игры. Лидера женской сборной Азербайджана Марию Стадник и японку Юи Сусаки ещё до начала турнира Объединённая организация борьбы считала главными претендентами на золото. Так получилось, что обе спортсменки встретились в полуфинале и победу одержала знаменосец сборной Японии Сусаки. Мария Стадник же, легко одолев Намуунцегцег Цогт Охир из Монголии, взяла бронзу, свою четвёртую по счёту олимпийскую медаль, войдя в историю азербайджанского спорта как первая четырёхкратная призёрка Олимпийских игр из Азербайджана.
Мужчины
Вольная борьба
| Категория | Спортсмены     | 1/8 финала           | Четвертьфинал         | Полуфинал            | Финал                | Место |
| Категория | Спортсмены     | Соперник Результат   | Соперник Результат    | Соперник Результат   | Соперник Результат   | Место |
| --------- | -------------- | -------------------- | --------------------- | -------------------- | -------------------- | ----- |
| до 65 кг  | Гаджи Алиев    | SENА. Диатта В 4:2   | KAZД. Ниязбеков В 9:1 | INDБ. Пуния В 12:5   | JPNТ. Отогуро П 4:5  | 2     |
| до 74 кг  | Туран Байрамов | UKRВ. Михайлов В 4:2 | ITAФ. Чамисо П 1:3    | Завершил выступление | Завершил выступление | 10    |
| до 86 кг  | Шариф Шарифов  | ROCА. Садулаев П 0:5 | Не участвовал         | Утешительный турнир  | Утешительный турнир  | 5     |
| до 86 кг  | Шариф Шарифов  | ROCА. Садулаев П 0:5 | Не участвовал         | GEOЭ. Одикадзе В 7:5 | CUBР. Салас П 3:3    | 5     |

Греко-римская борьба
| Категория | Спортсмены     | 1/8 финала           | Четвертьфинал        | Полуфинал            | Финал                | Место |
| Категория | Спортсмены     | Соперник Результат   | Соперник Результат   | Соперник Результат   | Соперник Результат   | Место |
| --------- | -------------- | -------------------- | -------------------- | -------------------- | -------------------- | ----- |
| до 77 кг  | Рафик Гусейнов | SWEА. Кессидис В 1:1 | KGZА. Махмудов П 1:9 | Утешительный турнир  | Утешительный турнир  | 3     |
| до 77 кг  | Рафик Гусейнов | SWEА. Кессидис В 1:1 | KGZА. Махмудов П 1:9 | TUNЛ. Маафи В 11:1   | ARMК. Чалян В 4:1    | 3     |
| до 87 кг  | Ислам Аббасов  | CUBД. Грегорич П1:3  | Завершил выступление | Завершил выступление | Завершил выступление | 13    |

Женщины
Вольная борьба
| Категория | Спортсмены    | 1/8 финала             | Четвертьфинал      | Полуфинал                | Финал                    | Место |
| Категория | Спортсмены    | Соперник Результат     | Соперник Результат | Соперник Результат       | Соперник Результат       | Место |
| --------- | ------------- | ---------------------- | ------------------ | ------------------------ | ------------------------ | ----- |
| до 50 кг  | Мария Стадник | ROCС. Оршуш В 11:7     | TUNС. Хамди В 10:0 | JPNЮ. Сусаки П 0:11      | За 3-е место             | 3     |
| до 50 кг  | Мария Стадник | ROCС. Оршуш В 11:7     | TUNС. Хамди В 10:0 | JPNЮ. Сусаки П 0:11      | MGLН. Цогт-Охирин В 10:0 | 3     |
| до 68 кг  | Элис Манолова | NGRБ. Оборудуду П 2:13 | Не участвовала     | Утешительный турнир      | Утешительный турнир      | 10    |
| до 68 кг  | Элис Манолова | NGRБ. Оборудуду П 2:13 | Не участвовала     | KGZМ. Жуманазарова П 1:4 | Завершила выступление    | 10    |

### Велоспорт

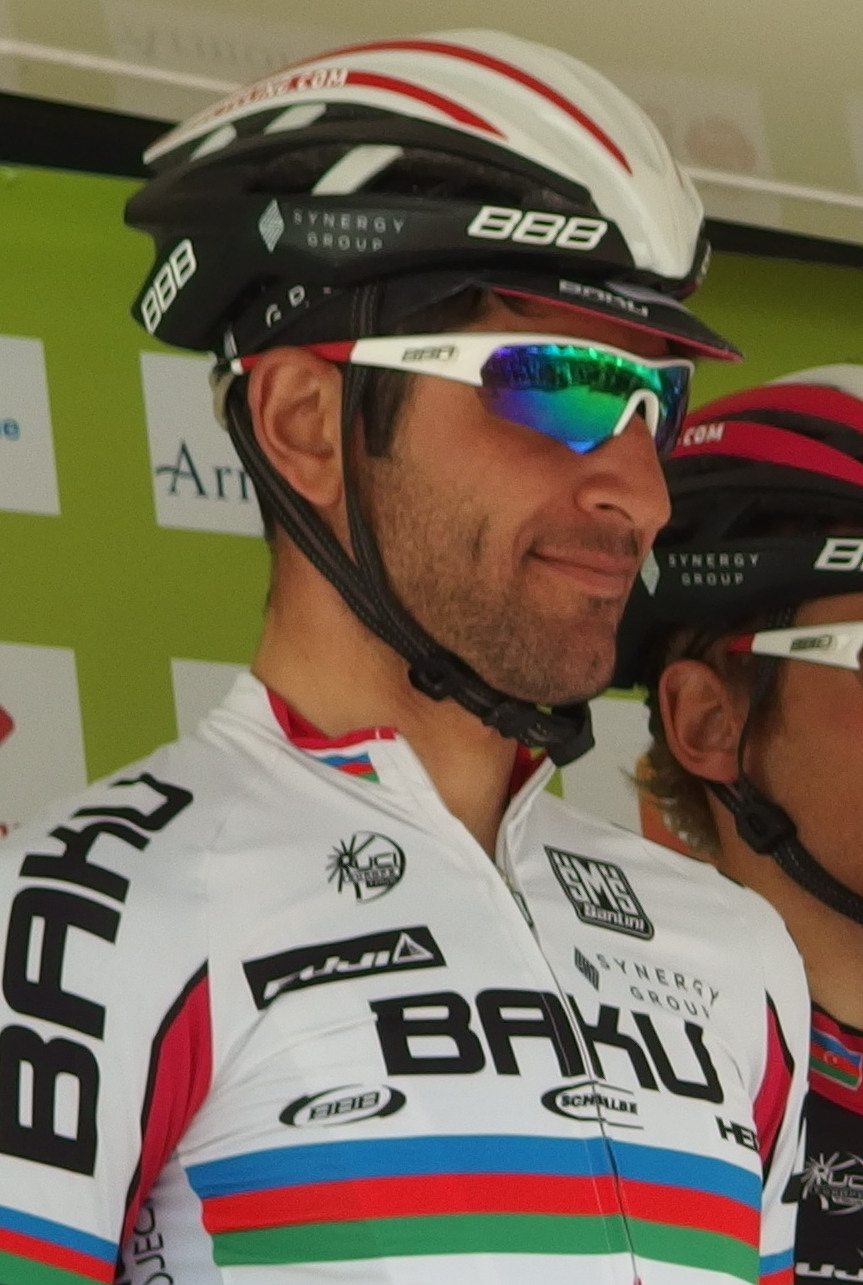
Эльчин Асадов был единственным велогонщиком в составе олимпийской сборной Азербайджана

Право представлять Азербайджан в велоспорте получил Эльчин Асадов в шоссейной гонке, который в сентябре 2020 года в велотуре Grand Prix Velo Erciyes в Турции категории 1.2 Международного союза велосипедистов (UCI), выступая за команду Bahrain Cycling Academy, стал третьим, завоевав 25 очков. На самой же Олимпиаде Асадов выступил неудачно. Он стал первым азербайджанским спортсменом, который стартовал на Олимпиаде-2020 в Токио. Несмотря на то, что он стартовал удачно и даже находился в группе лидеров, но на 57-м километре гонки, имевшей дистанцию 234 км, Асадов упал, однако затем поднялся и продолжил гонку. После 96,6 километров Асадов из 130 участников не входил даже в число 50 лучших. За 108 километров до финиша же он был вынужден прервать участие и досрочно завершил гонку. В целом, более сорока велосипедистов не доехали до финиша. Возможной причиной этого спортивные обозреватели называют жару, повлиявшую на состояние участников.
По словам самого Асадова, на протяжении длительного времени пока он был в восьмёрке лидеров, у него периодически стали появляться судороги в ноге, в результате чего на 26-м километре Асадова настигла основная группа, а после 140-го километра он отстал от основного пелотона. Согласно же регламенту гонки, велосипедисты, отставшие от основного пелотона на 20—30 минут, снимаются с дистанции. Другой причиной досрочного завершения соревнования Асадовым стало то, что, когда гонщика схватила судорога, он остановился и к нему подошли посторонние люди, что запрещено из-за коронавирусных ограничений на этих Играх. В результате комиссары приняли решение снять велогонщика с гонки.

#### Шоссейный велоспорт
Мужчины
| Соревнование    | Спортсмены    | Время | Место | Отставание |
| --------------- | ------------- | ----- | ----- | ---------- |
| групповая гонка | Эльчин Асадов | DNF   | DNF   | DNF        |

### Водные виды спорта

#### Плавание

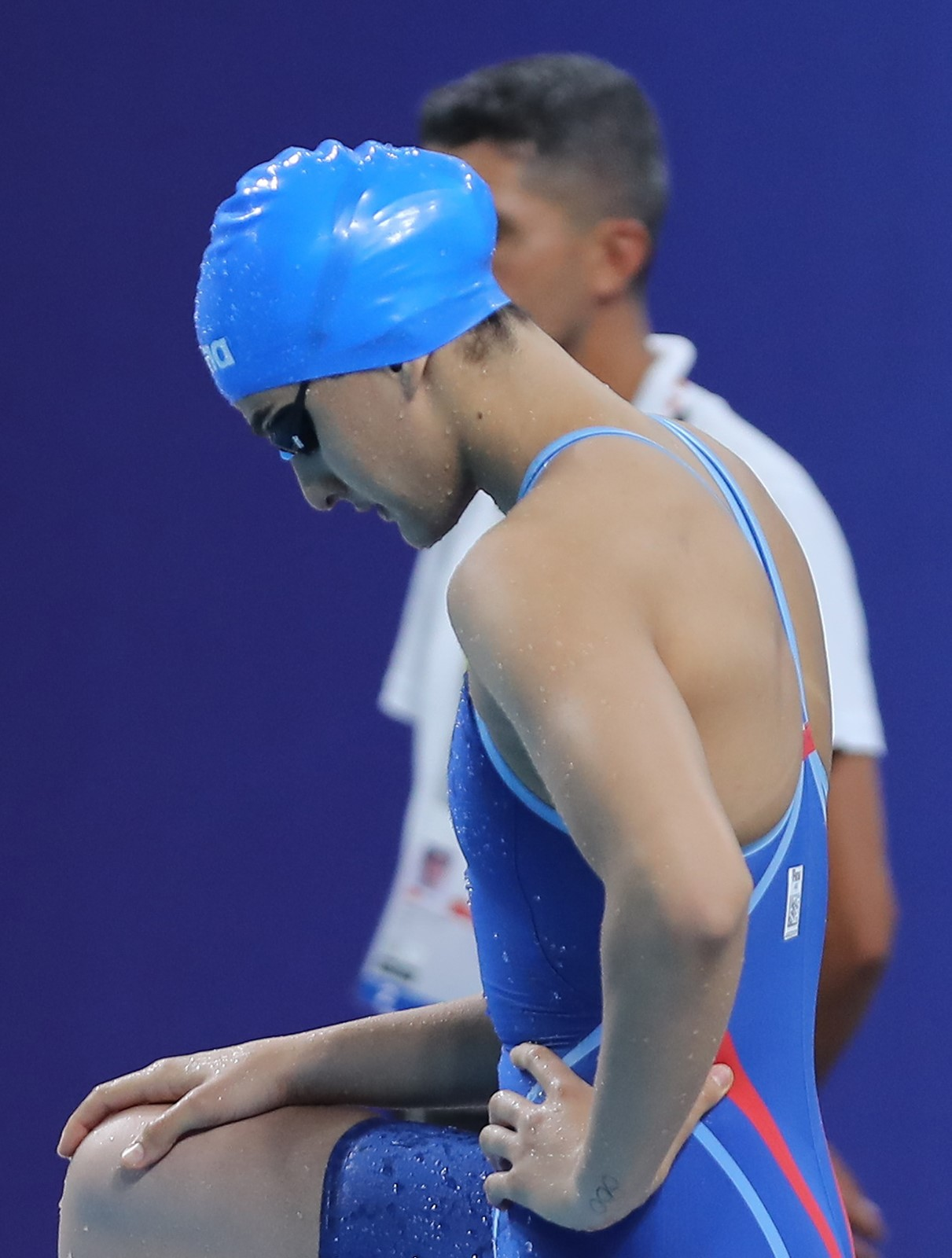
17-летняя пловчиха Марьям Шейхализадехангях была самым молодым членом олимпийской сборной Азербайджана

Максим Шемберев завоевал лицензию на Игры в июле 2019 года на чемпионате мира по водным видам спорта в южнокорейском городе Кванджу, где прошёл в финал соревнования по комплексному плаванию на 400 м. Здесь он показал результат в 4 мин 14,10 сек и впервые в истории азербайджанского плавания занял 6-е место, получив, тем самым, лицензию на Олимпиаду. Вторую лицензию завоевала Марьям Шейхализадехангях, получившая «уайлд-кард».
Максим Шемберов на второй для себя Олимпиаде прошёл дистанцию 400 метров комплексным плаванием за 4:19,40 мин. и стал последним, восьмым во второй подгруппе. В итоговом протоколе он стал 26-м среди 29 участников и завершил выступление. Дебютантка Игр Марьям Шейхализадехангах проплыла 100 метров баттерфляем за 1:01,37 мин. и заняла первое место в своей группе среди трёх участниц. В итоговом же протоколе она заняла 30-е место среди 33-х участниц и не прошла в полуфинал.
Мужчины
| Дистанция        | Спортсмены      | Предварительный раунд | Предварительный раунд | Предварительный раунд | Полуфинал            | Полуфинал            | Полуфинал            | Финал                | Финал                |
| Дистанция        | Спортсмены      | Заплыв                | Результат             | Место                 | Заплыв               | Результат            | Место                | Результат            | Место                |
| ---------------- | --------------- | --------------------- | --------------------- | --------------------- | -------------------- | -------------------- | -------------------- | -------------------- | -------------------- |
| 400 м, смешанный | Максим Шемберев | 2                     | 4:19,40 мин           | 26                    | Завершил выступление | Завершил выступление | Завершил выступление | Завершил выступление | Завершил выступление |

Женщины
| Дистанция         | Спортсмены               | Предварительный раунд | Предварительный раунд | Предварительный раунд | Полуфинал             | Полуфинал             | Полуфинал             | Финал                 | Финал                 |
| Дистанция         | Спортсмены               | Заплыв                | Результат             | Место                 | Заплыв                | Результат             | Место                 | Результат             | Место                 |
| ----------------- | ------------------------ | --------------------- | --------------------- | --------------------- | --------------------- | --------------------- | --------------------- | --------------------- | --------------------- |
| 100 м, баттерфляй | Марьям Шейхализадехангях | 1                     | 1:01,37 мин           | 30                    | Завершила выступление | Завершила выступление | Завершила выступление | Завершила выступление | Завершила выступление |

### Гимнастика

#### Спортивная гимнастика
Марина Некрасова и Иван Тихонов завоевали лицензию на Олимпиаду, набрав достаточное количество баллов в квалификации многоборья на чемпионате мира по спортивной гимнастике, который проходил в октябре 2019 года в Штутгарте (Германия). Лицензия Марины Некрасовой стала также первой Олимпийской лицензией в истории женской спортивной гимнастики Азербайджана.
Первым начал выступление дебютант Игр Иван Тихонов, который набрал в квалификации в сумме 80,298 баллов и завершил её на 45-месте, не сумев пробиться в финал многоборья, куда прошли лучшие 24 гимнаста. Наивысший результат Тихонов показал в упражнении на кольцах, став 20-м с 14,200 баллами. Марина Некрасова, для которой эти Игры также были первыми в карьере в квалификации абсолютного первенства набрала в сумме 48,232 баллов и заняла 70-е место, не сумев пробиться как в финал многоборья, где примут участие 24 участницы, так и в финалы отдельных видов.
Мужчины
Многоборье
| Соревнование      | Спортсмены   | Квалификация        | Квалификация | Квалификация | Квалификация   | Квалификация        | Квалификация | Квалификация | Квалификация | Финал                | Финал                | Финал                | Финал                | Финал                | Финал                | Финал                | Финал                |
| Соревнование      | Спортсмены   | Вольные выступления | Конь         | Кольца       | Опорный прыжок | Параллельные брусья | Перекладина  | Всего        | Место        | Вольные выступления  | Конь                 | Кольца               | Опорный прыжок       | Параллельные брусья  | Перекладина          | Всего                | Место                |
| ----------------- | ------------ | ------------------- | ------------ | ------------ | -------------- | ------------------- | ------------ | ------------ | ------------ | -------------------- | -------------------- | -------------------- | -------------------- | -------------------- | -------------------- | -------------------- | -------------------- |
| личное многоборье | Иван Тихонов | 13,233              | 13,366       | 14,200       | 13,600         | 12,766              | 13,133       | 80,298       | 45           | Завершил выступление | Завершил выступление | Завершил выступление | Завершил выступление | Завершил выступление | Завершил выступление | Завершил выступление | Завершил выступление |

Женщины
Многоборье
| Соревнование      | Спортсмены       | Квалификация        | Квалификация | Квалификация   | Квалификация        | Квалификация | Квалификация | Финал                 | Финал                 | Финал                 | Финал                 | Финал                 | Финал                 |
| Соревнование      | Спортсмены       | Вольные выступления | Бревно       | Опорный прыжок | Разновысокие брусья | Всего        | Место        | Вольные выступления   | Бревно                | Опорный прыжок        | Разновысокие брусья   | Всего                 | Место                 |
| ----------------- | ---------------- | ------------------- | ------------ | -------------- | ------------------- | ------------ | ------------ | --------------------- | --------------------- | --------------------- | --------------------- | --------------------- | --------------------- |
| личное многоборье | Марина Некрасова | 12,000              | 12,266       | 12,666         | 10,833              | 48,232       | 70           | Завершила выступление | Завершила выступление | Завершила выступление | Завершила выступление | Завершила выступление | Завершила выступление |

#### Художественная гимнастика

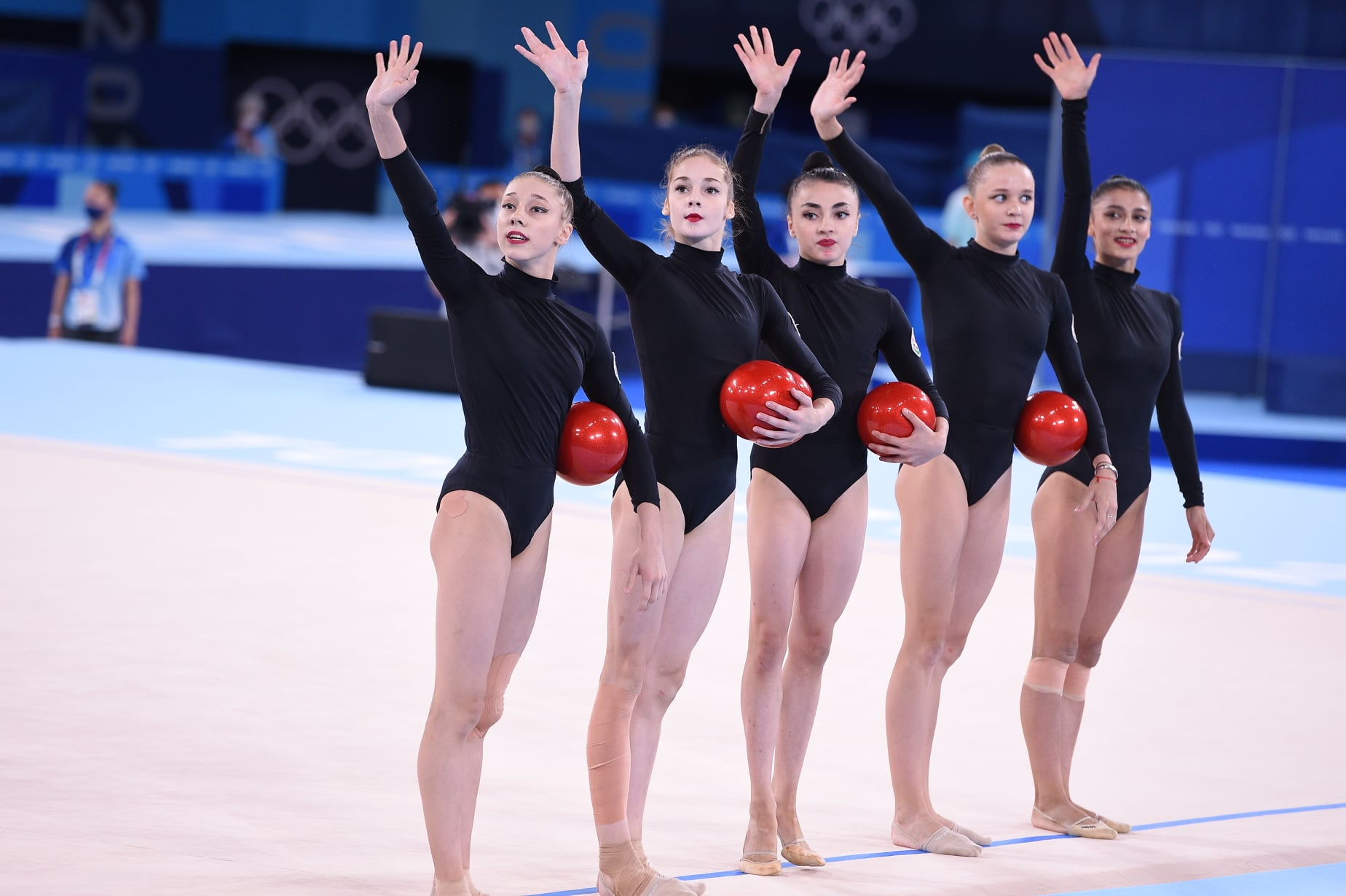
Азербайджанская команда в составе Зейнаб Гумметовой, Ляман Алимурадовой, Нармины Самедовой, Дарьи Сорокиной и Елизаветы Лузан на Олимпийских играх 2020

Зохра Агамирова стала обладательницей лицензии на Олимпийские игры по итогам выступления в финале многоборья чемпионата мира по художественной гимнастике в сентября 2019 года в Баку, где она с четырьмя предметами набрала 78,725 балла и заняла четвёртое место в группе «В». Групповая команда Азербайджана по художественной гимнастике также завоевала путёвку на Игры, по итогам выступления в многоборье на чемпионате мира в Баку. Алия Пашаева, Айшан Байрамова, Диана Ахмедбейли, Зейнаб Гумметова и Дарья Сорокина в составе группы набрали 53,100 балла и, заняв восьмое место, взяли путёвку на Олимпиаду.
Дебютантка Игр Зохра Агамирова начала своё выступление на Олимпийских играх с исполнения композиции с мячом, за которую удостоилась 23,400 баллов. Затем она выполнила упражнение с обручем, за которую получила в 23,000 баллов, за упражнение же с лентой Агамирова удостоилась получила 19,900 баллов. Последней стала композиция с булавами, оценённая в 21,500 баллов. В итоге, по сумме четырёх упражнений азербайджанская гимнастка набрала 87,800 и стала 18-й, не сумев пробиться в финал.
Азербайджанская команда в составе Зейнаб Гумметовой, Ляман Алимурадовой, Нармины Самедовой, Дарьи Сорокиной и Елизаветы Лузан начала своё выступление с пятью мячами, за которое удостоилась 36,700 баллов. За композицию же с тремя обручами и двумя парами булав группа получила 37,650 баллов. В итоге, по сумме двух упражнений азербайджанская команда набрала 74,350 и стала 10-й, не сумев пробиться в финал.
Женщины
| Соревнование      | Спортсмены      | Квалификация | Квалификация | Финал                 | Финал                 |
| Соревнование      | Спортсмены      | Очки         | Место        | Очки                  | Место                 |
| ----------------- | --------------- | ------------ | ------------ | --------------------- | --------------------- |
| личное многоборье | Зохра Агамирова | 87,800       | 18           | Завершила выступление | Завершила выступление |

| Соревнование         | Спортсмен                                                                          | Квалификация | Квалификация         | Квалификация | Квалификация | Финал                 | Финал                 | Финал                 | Финал                 |
| Соревнование         | Спортсмен                                                                          | 5 мячей      | 3 мяча, 2 пары булав | Всего        | Место        | 5 мячей               | 3 мяча, 2 пары булав  | Всего                 | Место                 |
| -------------------- | ---------------------------------------------------------------------------------- | ------------ | -------------------- | ------------ | ------------ | --------------------- | --------------------- | --------------------- | --------------------- |
| групповое многоборье | Нармина Самедова Елизавета Лузан Ляман Алимурадова Зейнаб Гумметова Дарья Сорокина | 36,700       | 37,650               | 74,350       | 10           | Завершили выступление | Завершили выступление | Завершили выступление | Завершили выступление |

### Дзюдо

#### Отбор на Игры
По результатам опубликованного Международной федерацией дзюдо олимпийского рейтинга, в личном зачете на Олимпийских играх выступили 9 азербайджанских дзюдоистов. В смешанном командном турнире же сборная Азербайджана принять участие не смогла. Для этого команде не хватило завоевания лишь одной квоты. В мужском зачете команда после перерыва в один олимпийский цикл вновь была представлена во всех семи категориях, в женском же зачёте выступило всего две спортсменки. При этом в трёх весовых категориях (66 кг, 73 кг и 100 кг) y мужской сборной Азербайджана на лицензии претендовали по два спортсмена. Четыре азербайджанских дзюдоиста дебютировали на Играх.

#### Выступления спортсменов
Карамат Гусейнов (до 60 кг) в первой схватке дебютной для себя Олимпиады победил Эшли Маккензи из Великобритании за счёт оценки «вадза-ари», однако в 1/8 финала попал под удушающий приём и проиграл иппоном чемпиону мира 2019 года Лухуми Чхвимиани из Грузии, выбыв из турнира. Орхан Сафаров (66 кг) в стартовой схватке уступил Ерлану Серикжанову из Казахстана. Орхан проводил свою первую встречу осторожно и основное время не выявило победителя, в дополнительное же время Сафаров попался на контратаку и проиграл.

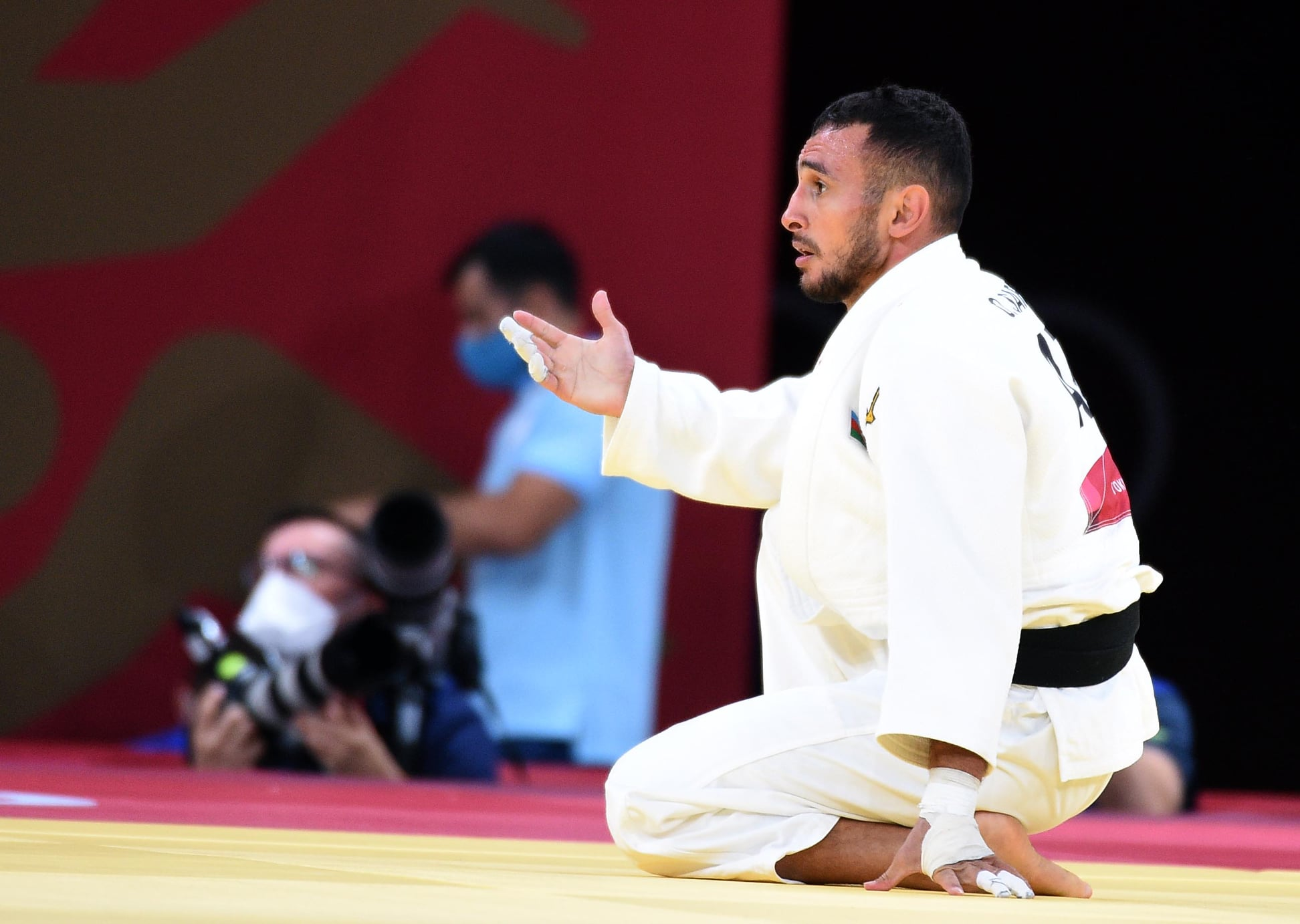
Для чемпиона Европы 2020 года Орхана Сафарова Игры в Токио были вторыми Олимпийскими играми в его карьере

Знаменосец сборной Рустам Оруджев, для которого эта была третья Олимпиада в карьере, выиграв первые две схватки, вышел в четвертьфинал, где уступил олимпийскому чемпиону и трёхкратному чемпиону мира Сёхэй Оно из Японии, с которым встречался в финале Игр 2016 года в Рио и в финале чемпионата мира 2019 года в Токио и оба раза проигрывал. В первой утешительной схватке Оруджев одолел действующего чемпиона Европы Акила Гякова из Косово. В поединке за бронзу с чемпионом мира 2018 года Ан Чхаллим из Южной Кореи долгое время спортсменам не удавалось брать очки, но под конец схватки Оруджев пропустил бросок и стал пятым. Свою неудачу Оруджев объяснил тем, что все свои силы потратил в своей встрече на четвертьфинале с Оно, после чего «не смог восстановиться, чтобы бороться до самого конца и взять бронзу».
Дебютант Олимпиады Мурад Фатиев в первом раунде должен был встретиться с Фредериком Харрисом из Сьерра-Леоне, но так как имя его соперника впоследствии оказалось вычеркнуто, Фатиев прошёл дальше без борьбы. В 1/8 финала он встретился с чемпионом мира 2018 года Саидом Моллаеи из Монголии. Основное время поединка не выявило победителя, в дополнительное же время Фатиев, проводя приём, сам попался на контратаку соперника и проиграл. Мамедали Мехтиев, для которого это были вторые Олимпийские игры в карьере, в первой встрече одолел призёра трёх чемпионатов мира Ислама Бозбаева из Казахстана, но в 1/8 финала уступил россиянину двукратному чемпиону Европы Михаилу Игольникову и завершил Игры.

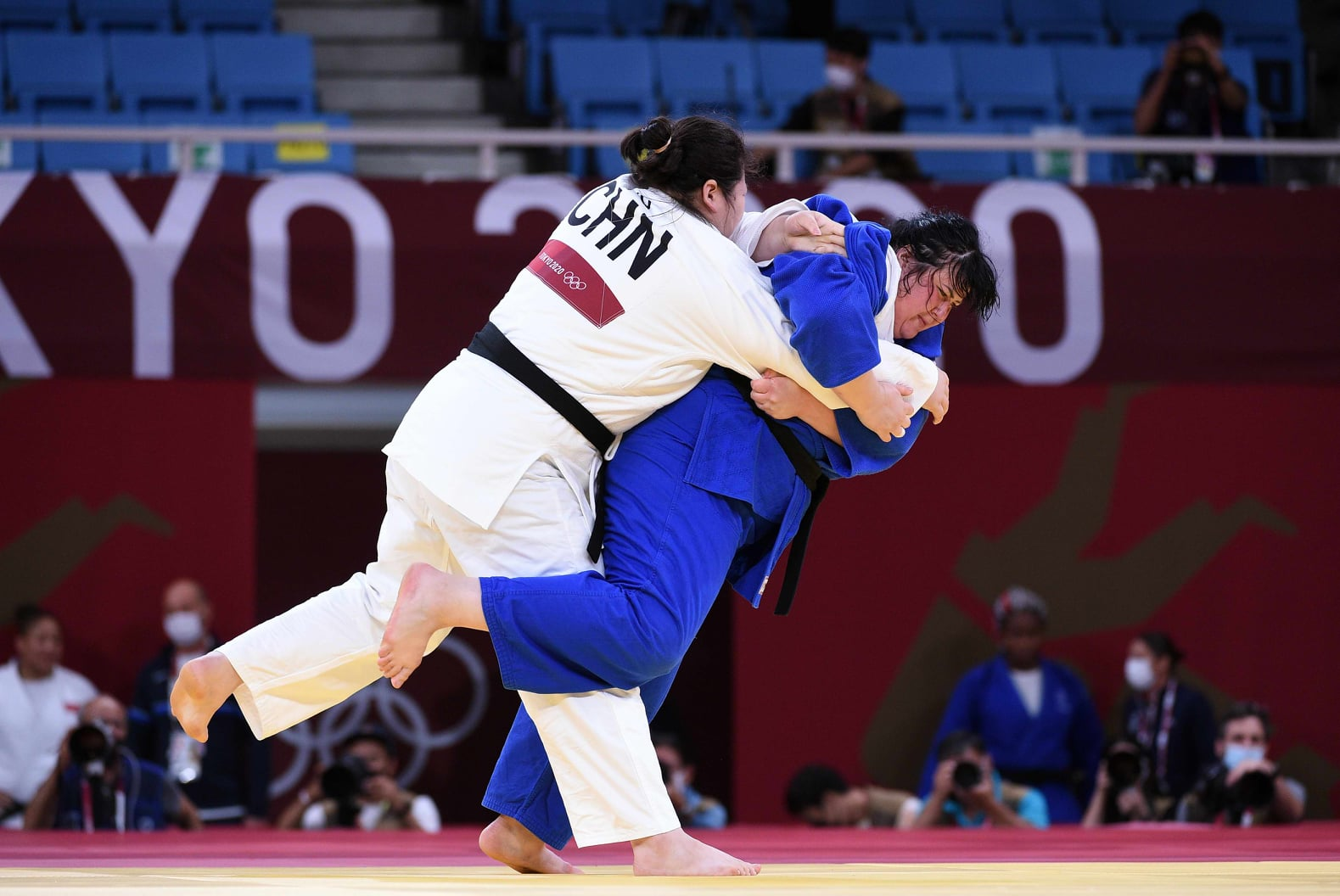
Ирина Киндзерская (в синем в схватке за бронзу) взяла на Играх в Токио единственную для Азербайджана медаль по дзюдо, а также первую для страны медаль в женском дзюдо в истории Олимпийских игр

Зелим Коцоев в первой схватке выиграл у Александра Иддира из Франции. В 1/8 финала его соперником стал Шади Эль-Нахас из Канады, сделавший два броска «вадза-ари», которые трасформировались в иппон, что и принесло победу канадскому дзюдоисту. В весовой категории свыше 100 кг страну представлял Ушанги Кокаури, для которого это были уже вторый Олимпийские игры. В первой схватке он одолел Матьяжа Сарначки из Польши, но в 1/8 финала иппоном проиграл бразильцу Рафаэлю Сильве.
Аиша Гурбанлы (до 48 кг) в первой же схватке дебютной для себя Олимпиады уступила Катарине Коште из Португалии и завершила Игры. Единственную же медаль Азербайджана по дзюдо на Олимпийских играх в Токио завоевала Ирина Киндзерская. Она начала выступление со второго круга, где одолела иппоном Ларису Церич из Боснии и Герцеговины. Досрочно завершилась и её победа над Мин-Джин Хан из Южной Кореи. В полуфинале Киндзерская проиграла японской спортсменке Акире Сонэ удержанием, в схватке же за бронзовую медаль иппоном победила китаянку Шиян Ксю. Таким образом, Киндзерская принесла первую медаль Азербайджану на этих Играх. Медаль Киндзерской стала также пятой медалью Азербайджана в дзюдо и первой в женском дзюдо в истории Олимпийских игр.
Неудачное выступление мужской сборной дзюдоист Мамедали Мехдиев видит в том, что у некоторых не было опыта, а Рустаму Оруджеву и ему не повезло с жеребьёвкой. Также, по словам Мехдиева, на выступление азербайджанских дзюдоистов повлияла пандемия COVID-19 и карантин: спортсмены не могли найти зал для тренировок, не могли нормально готовиться, а непосредственно перед Олимпиадой многие члены сборной, в том числе и Мехдиев с Оруджевым заразились коронавирусом. По словам главного тренера мужской сборной Руслана Машуренко, главными причинами неудачного выступления команды было то, что ближе к старту нарастало психологическое напряжение, тренеры и спортсмены чувствовали огромный груз ответственности, что в свою очередь оказывало на них огромное давление. Также Машуренко отметил ряд несогласованных действий персонала, внёсших волнение ближе к старту, и некоторое невезение, когда всем сильныи дзюдоистам сборной попалисть самые неудобные для них соперники.
Мужчины
| Категория    | Спортсмены       | Первый раунд                 | 1/8 финала                   | Четвертьфинал        | Полуфинал              | Финал                | Место |
| Категория    | Спортсмены       | Соперник Результат           | Соперник Результат           | Соперник Результат   | Соперник Результат     | Соперник Результат   | Место |
| ------------ | ---------------- | ---------------------------- | ---------------------------- | -------------------- | ---------------------- | -------------------- | ----- |
| до 60 кг     | Карамат Гусейнов | GBRЭ. Маккензи В 01s1:00s1   | GEOЛ. Чхвимиани П 00:10      | Завершил выступление | Завершил выступление   | Завершил выступление | 9     |
| до 66 кг     | Орхан Сафаров    | KAZЕ. Серикжанов П 00s2:01s2 | Завершил выступление         | Завершил выступление | Завершил выступление   | Завершил выступление | 17    |
| до 73 кг     | Рустам Оруджев   | ROCМ. Могушков В 01s1:00s2   | TJKС. Махмадбеков В 01s1:00  | JPNС. Оно П 00:10s1  | Утешительный турнир    | Утешительный турнир  | 5     |
| до 73 кг     | Рустам Оруджев   | ROCМ. Могушков В 01s1:00s2   | TJKС. Махмадбеков В 01s1:00  | JPNС. Оно П 00:10s1  | KOSА. Гякова В 01s1:00 | KORЧ. Ан П 00s2:01s2 | 5     |
| до 81 кг     | Мурад Фатиев     | SLEФ. Харрис В 10:00 (DNS)   | MGLС. Моллаеи П 00s2:01      | Завершил выступление | Завершил выступление   | Завершил выступление | 9     |
| до 90 кг     | Мамедали Мехтиев | KAZИ. Бозбаев В 01:00s2      | ROCМ. Игольников П 00s2:01s1 | Завершил выступление | Завершил выступление   | Завершил выступление | 9     |
| до 100 кг    | Зелим Коцоев     | FRAА. Иддир В 01s1:00s1      | CANШ. Эль-Нахас П 00:10s1    | Завершил выступление | Завершил выступление   | Завершил выступление | 9     |
| свыше 100 кг | Ушанги Кокаури   | POLМ. Сарнаки В 10s2:00s1    | BRAР. Силва П 00:10s2        | Завершил выступление | Завершил выступление   | Завершил выступление | 9     |

Женщины
| Категория   | Спортсмены        | Первый раунд            | 1/8 финала            | Четвертьфинал         | Полуфинал             | Финал                 | Место |
| Категория   | Спортсмены        | Соперник Результат      | Соперник Результат    | Соперник Результат    | Соперник Результат    | Соперник Результат    | Место |
| ----------- | ----------------- | ----------------------- | --------------------- | --------------------- | --------------------- | --------------------- | ----- |
| до 48 кг    | Аиша Гурбанлы     | PORК. Кошта П 00s2:01s1 | Завершила выступление | Завершила выступление | Завершила выступление | Завершила выступление | 17    |
| свыше 78 кг | Ирина Киндзерская | Не участвовала          | BIHЛ. Церич В 10:01s2 | KORМ. Хан В 11:0      | JPNА. Сонэ П 0s1:10   | За 3-е место          | 3     |
| свыше 78 кг | Ирина Киндзерская | Не участвовала          | BIHЛ. Церич В 10:01s2 | KORМ. Хан В 11:0      | JPNА. Сонэ П 0s1:10   | CHNШ. Ксю В 10:00     | 3     |

### Карате
Первую лицензию по карате для Азербайджана принесла Ирина Зарецкая (61 кг) после удачного выступления на турнире в Дубае. В феврале 2020 года ещё одну лицензию на Олимпиаду завоевал лидер сборной Азербайджана по карате Рафаэль Агаев (75 кг), который, одержав 2 победы на рейтинговом турнире в Зальцбурге, довёл количество рейтинговых очков до 6795 и увеличил отрыв от преследователей. 11 июня 2021 года лицензию завоевал Фирдовси Фарзалиев (67 кг), которому удалось войти в тройку лучших на лицензионном турнире в Париже.
Первым из азербайджанских каратистов на ковёр вышел Фирдовси Фарзалиев (67 кг). В группе А он провёл поединки с бойцами кумитэ из Турции, Японии, Казахстана и Египта. Фарзалиев выиграл только у японца, проиграв три остальные. В итоге он 2 очка и занял последнее место в группе, не сумев выйти в полуфинал.

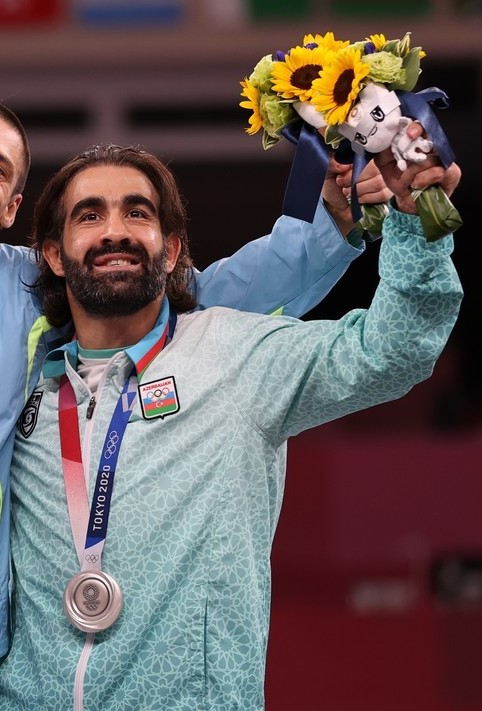
Серебряный призёр Олимпийских игр 2020 Рафаэль Агаев на церемонии награждения

Далее на татами вышел прославленный азербайджанский каратист пятикратный чемпион мира Рафаэль Агаев, считавшийся одним из главных фаворитов Олимпийских игр. Агаев выступал в группе B и сначала уверенно победил каратистов из Германии, Австралии и Казахстана, гарантировав себе место в полуфинале. В четвёртом поединке в своей группе Агаев встретился с итальянцем Луиджи Бусой. Эту встречу выиграл Буса со счётом 3:1 и Агаев вышел в полуфинал со второго места. Позже Агаев признался, что помог Бусе выйти из группы. По мнению спортивных обозревателей, посмотрев на другую группу, Агаев решил избежать полуфинального боя против Станислава Горуны из Украины и поэтому не слишком выкладывался в последнем поединке группы. В полуфинале Агаев победил венгерского каратиста Габора Харспатаки с крупным счётом 7:0 и в финале вновь встретился с Бусой, одолевшего в полуфинале Горуну. Финальная схватка вновь завершилась в пользу итальянца. Луиджи Буса победил с минимальным счётом, а все атаки Агаева результата не принесли. Тем не менее, Рафаэль Агаев стал первым азербайджанским каратистом, сумевшим завоевать олимпийскую медаль. Также Агаев после окончания финальной встречи отказался протянуть руку итальянцу, несмотря на то, что всегда протягивает руку соперникам. По словам Агаева, Буса в финале «совершил некоторые поступки, которые делать не должен был» и не заслужил того, чтобы Агаев протянул ему руку.  После поединка Агаев заявил, что в финале «боролся и с судьями», так как они не засчитали его удар.
Единственная каратистка в сборной Азербайджана Ирина Зарецкая начала своё выступление в группе B. Здесь она заняла первое место, проиграв лишь одну схватку из четырёх. В полуфинале азербайджанская каратистка выиграла у Гонг Ли из Китая со счётом 7:2 и вышла в финал. Здесь она встретилась с египтянкой Фарял Абдел-Азиз и проиграла со счётом 0:2.
Мужчины
| Категория | Спортсмены         | Групповой этап     | Групповой этап     | Групповой этап       | Групповой этап       | Полуфинал              | Финал                | Место |
| Категория | Спортсмены         | Соперник Результат | Соперник Результат | Соперник Результат   | Соперник Результат   | Соперник Результат     | Соперник Результат   | Место |
| --------- | ------------------ | ------------------ | ------------------ | -------------------- | -------------------- | ---------------------- | -------------------- | ----- |
| до 67 кг  | Фирдовси Фарзалиев | TURЭ. Шамдан П 1:7 | JPNН. Саго В 1:0   | KAZД. Асадилов П 2:6 | EGYА. Эль-Сави П 0:1 | Завершил выступление   | Завершил выступление | 9     |
| до 75 кг  | Рафаэль Агаев      | GERН. Бич В 2:1    | AUSЦ. Яхиро В 5:0  | KAZН. Ажиганов В 3:2 | ITAЛ. Буса П 1:3     | HUNГ. Харспатаки В 7:0 | ITAЛ. Буса П 0:1     | 2     |

Женщины
| Категория | Спортсмены     | Групповой этап     | Групповой этап       | Групповой этап         | Групповой этап        | Полуфинал          | Финал                  | Место |
| Категория | Спортсмены     | Соперник Результат | Соперник Результат   | Соперник Результат     | Соперник Результат    | Соперник Результат | Соперник Результат     | Место |
| --------- | -------------- | ------------------ | -------------------- | ---------------------- | --------------------- | ------------------ | ---------------------- | ----- |
| до 61 кг  | Ирина Зарецкая | JPNА. Уекуса В 4:1 | ITAС. Семераро В 3:2 | KAZС. Берульцева П 4:5 | TURМ. Ходжаоглу В 4:0 | CHNГ. Ли В 7:2     | EGYФ. Абдельазиз П 0:2 | 2     |

### Лёгкая атлетика

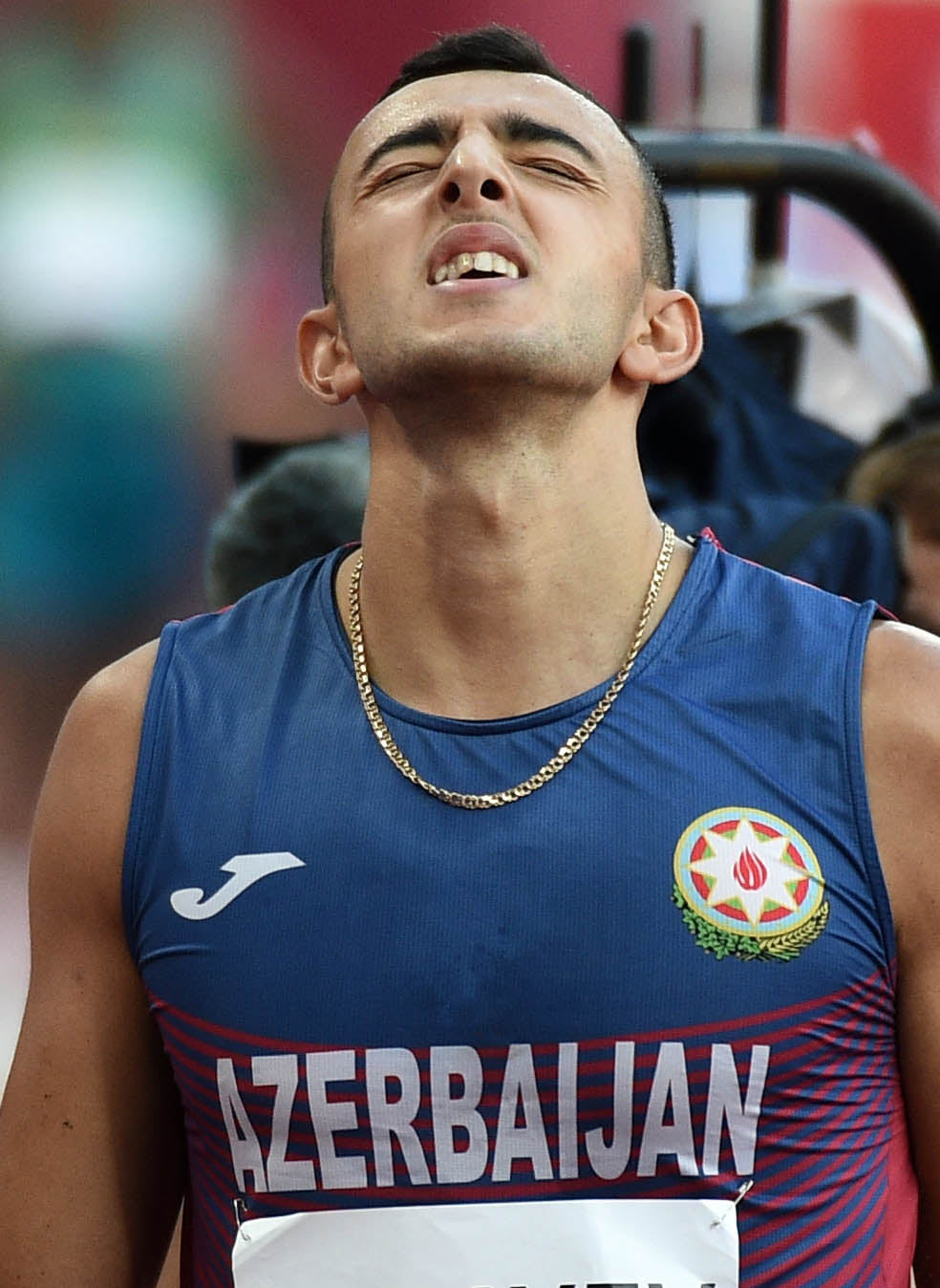
Прыгун тройным Назим Бабаев выступал уже на своей второй Олимпиаде

В лёгкой атлетике Азербайджан был представлен двумя спортсменами. В мае 2019 года метательница молота Анна Скидан с результатом 72,92 метра заняла пятое место на международном турнире в Нанкине (Китай), что позволило ей завоевать лицензию на Олимпийские игры в Токио. Это была первая лицензия Азербайджана на Олимпиаду-2020. Вторую лицензию в лёгкой атлетике завоевал прыгун Назим Бабаев, который на очередном этапе серии соревнований World Athletics Indoor Tour в Льевене в тройном прыжке занял второе место (17,15 м), получив путёвку на Игры. Третью путёвку завоевал тройной прыгун Алексис Капельо, оказавшись в рейтинге 26-м среди 32-х спортсменов, получивших квоту, однако из-за травмы ахиллова сухожилья вынужден был пропустить Игры.
Анна Скидан на своей третьей Олимпиаде выступала в квалификации в группе А и в своей лучшей попытке показала результат 69,57 метров, заняв восьмое место среди 15 спортсменок. В итоговом же зачете Скидан заняла 16-е место и не попала в число 12-ти финалисток. Назим Бабаев, для которого это была уже вторая Олимпиада, выступал в квалификационной группе А. В своей лучшей попытке он прыгнул на 16,72 метров и занял восьмое место в группе. Это был лучший результат Бабаева в сезоне. В итоговом зачете Бабаев занял 15-е место среди 32 участников и не смог попасть в финал.
Мужчины
Технические дисциплины
| Дисциплина     | Спортсмен    | Квалификация | Квалификация | Финал                | Финал                |
| Дисциплина     | Спортсмен    | Результат    | Место        | Результат            | Место                |
| -------------- | ------------ | ------------ | ------------ | -------------------- | -------------------- |
| тройной прыжок | Назим Бабаев | 16,72 м      | 15           | Завершил выступление | Завершил выступление |

Женщины
Технические дисциплины
| Дисциплина     | Спортсмен   | Квалификация | Квалификация | Финал                 | Финал                 |
| Дисциплина     | Спортсмен   | Результат    | Место        | Результат             | Место                 |
| -------------- | ----------- | ------------ | ------------ | --------------------- | --------------------- |
| метание молота | Анна Скидан | 69,57 м      | 16           | Завершила выступление | Завершила выступление |

### Стрельба

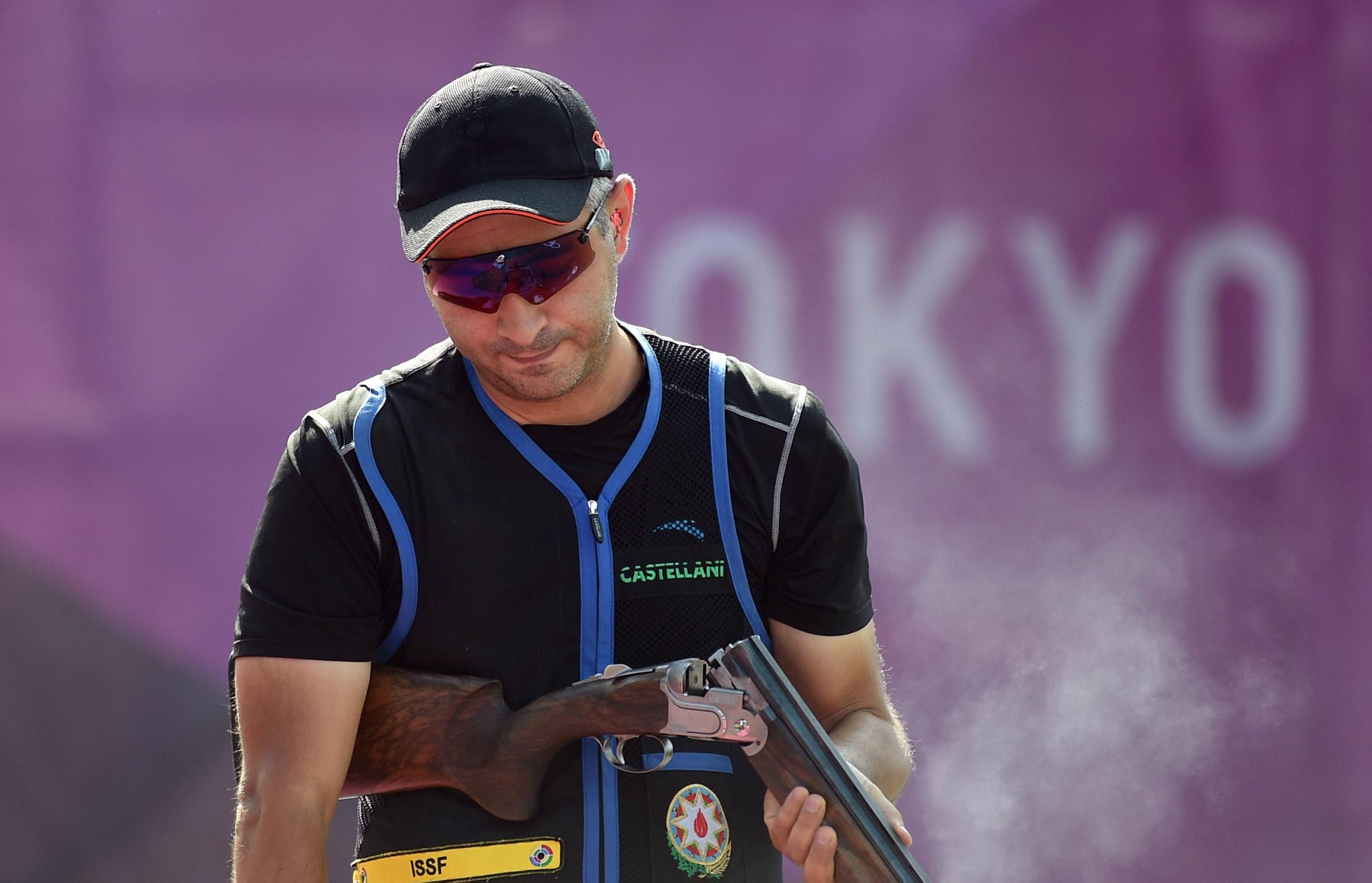
Генеральный секретарь Федерации стрельбы Азербайджана Эмин Джафаров впервые представлял Азербайджан на Олимпийских играх

Руслан Лунёв завоевал лицензию на Олимпийские игры 2020 года в Токио в итальянской Болонье, где на чемпионате Европы по пулевой стрельбе вышел в финал по скоростной стрельбе из малокалиберного пистолета на дистанции 25 метров, что позволило ему завоевать лицензию на Олимпиаду. Вторую путёвку на Игры взял стендовый стрелок Эмин Джафаров, получивший «уайлд-карту».
В состязании по стрельбе с пневматического пистолета на 10 м Руслан Лунёв, для которого эти Игры были уже вторыми в карьере, в шести сериях набрал 574 очка и занял 20-е место, оставшись вне финала. В стрельбе со скоростного пистолета на 25 метров Лунёв в первой квалификации после трёх серий выстрелов набрал 281 очко и занял 24-е место среди 27 спортсменов. Во второй квалификации он набрал 286 очков. В итоге с 567-ю очками азербайджанский стрелок занял 21-е место в квалификации и не прошёл в финал.
Дебютант Олимпиады Эмин Джафаров в первый день квалификации после трёх серий набрал 71 очко и с этим результатом стал 24-м среди 30 участников. Во второй день он в двух сериях набрал 45 очков и с показателем 116 очков занял 26-е место, не сумев пройти в финал, куда попали 6 лучших стрелков.
Мужчины
| Соревнование                       | Спортсмены    | Квалификация | Квалификация | Финал                | Финал                |
| Соревнование                       | Спортсмены    | Результат    | Место        | Результат            | Место                |
| ---------------------------------- | ------------- | ------------ | ------------ | -------------------- | -------------------- |
| пневматический пистолет, 10 метров | Руслан Лунёв  | 574          | 20           | Завершил выступление | Завершил выступление |
| скорострельный пистолет, 25 метров | Руслан Лунёв  | 567          | 21           | Завершил выступление | Завершил выступление |
| скит                               | Эмин Джафаров | 116          | 26           | Завершил выступление | Завершил выступление |

### Триатлон

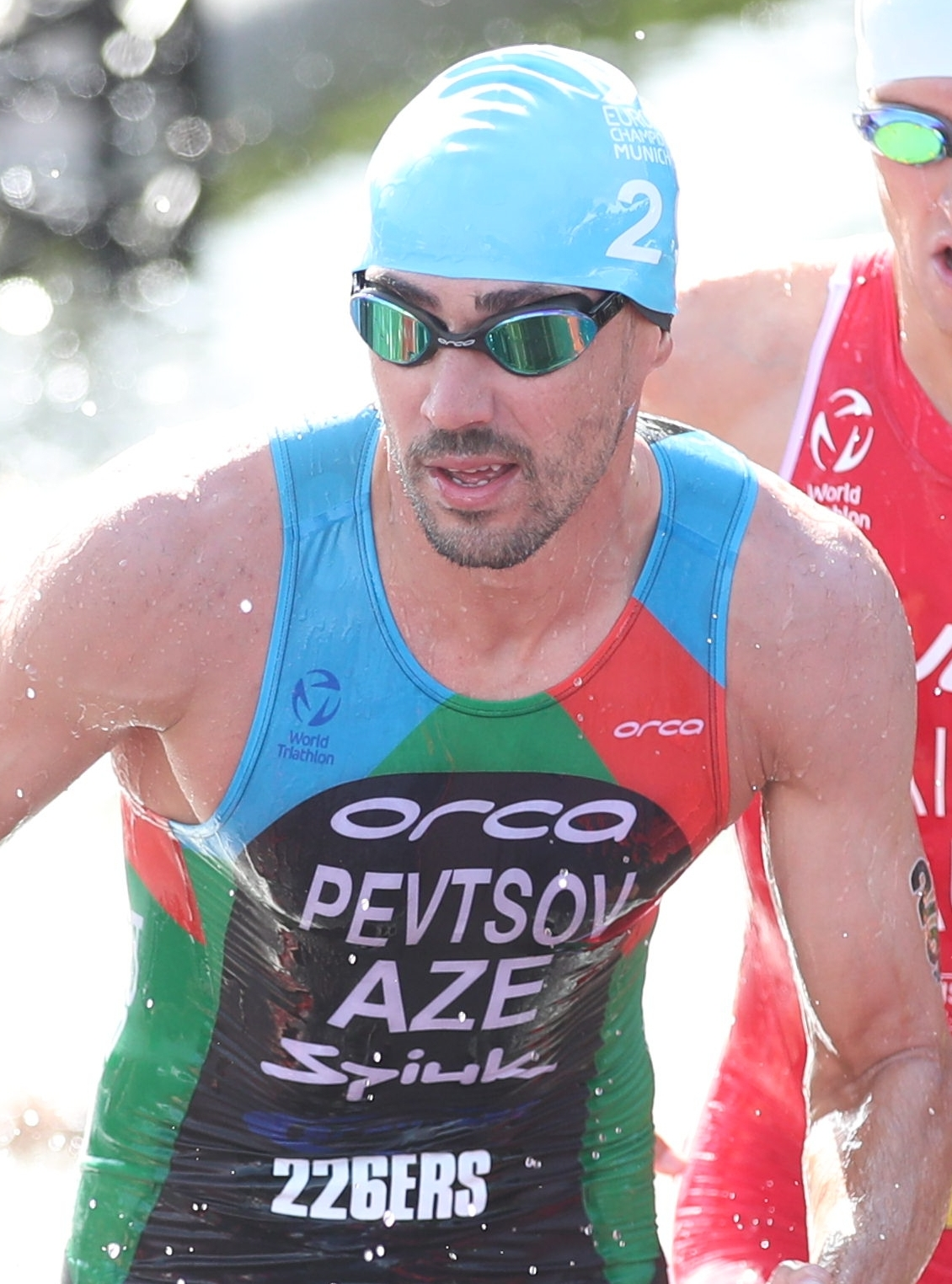
Первый азербайджанский триатлонист на Олимпийских играх Ростислав Певцов выступал уже на второй своей Олимпиаде

16 июня 2021 года лицензию завоевал Ростислав Певцов, которому удалось занять 46-е место в мировом рейтинге. Это были вторые Игры в карьере Певцова. На них он занял 41-е место среди 51 спортсмена. Певцов финишировал за 1 час 50 мин 46 сек, уступив чемпиону 5:42 минуты. После своего выступления Певцов заявил, что прошёл дистанцию не с тем результатом, на который был готов, но всё равно счастлив быть среди 55 лучших атлетов мира.
Мужчины
| Соревнование              | Спортсмены       | Плавание   | Смена      | Бег          | Смена        | Велоспорт    | Итоговое время | Место | Отставание |
| ------------------------- | ---------------- | ---------- | ---------- | ------------ | ------------ | ------------ | -------------- | ----- | ---------- |
| индивидуальное первенство | Ростислав Певцов | 18:27 (46) | 19:06 (45) | 1:16:56 (41) | 1:17:29 (42) | 1:41:35 (41) | 1:50:46        | 41    | + 5:42     |

### Тхэквондо

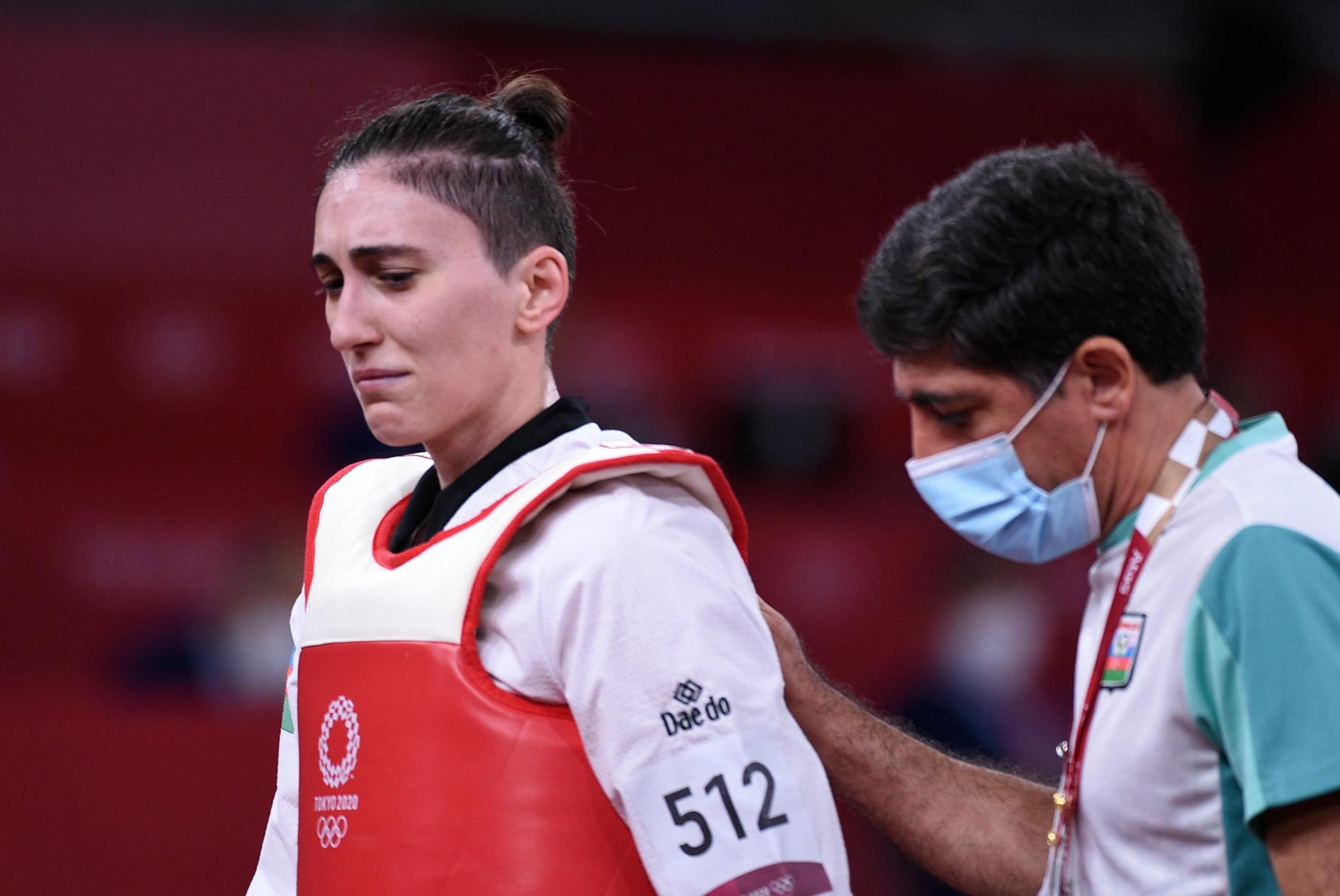
Фарида Азизова выступала на вторых Олимпийских играх в своей карьере

Милад Беиги Харчегани (80 кг) завоевал олимпийскую лицензию в соответствии с мировым рейтингом, пробившись в финал Гран-при в Москве в декабре 2019 года. Вторую лицензию на европейском лицензионном турнире в Софии завоевала Фарида Азизова (67 кг).
Азизова, для которой это были уже третьи Олимпийкие игры в карьере, стартовала неудачно, проиграв в 1/8 финала Пейдж Макферсон из США со счетом 5:8, которую в своё время победила на Олимпиаде в Рио. Поражение же Макферсон в полуфинале, лишило Азизову шанса сразиться за бронзу. Харчегани, выступавший на своей второй Олимпиаде, в 1/8 финала одолел Лю Вэй-Тина из Тайвани со счётом 15:11, но после уступил Никите Рафаловичу из Узбекистана со счётом 1:12. Рафаловичу не удалось выйти в финал, в связи с чем Милад Харчегани завершил своё выступление.
По словам Харчегани, в первом поединке он повредил ногу, травма которой мешала ему во втором бою с узбекским тхэквондистом, который к тому же хорошо изучил азербайджанского атлета, полностью закрылся и никак не давал добыть очко. Азизова же объяснила свое поражение в начале выступления тем, что за три недели до Игр надорвала мышцы, заработав грыжу второй степени, из-за чего ближе к старту не смогла тренироваться, как было нужно и в итоге проиграла. Азизова пожаловалась также на отсутствие возможности подготовки к Играм, так как из-за пандемии коронавируса команда не могла тренироваться больше года, и подобная пауза стала очень серьёзной проблемой.
Мужчины
| Категория | Спортсмены      | 1/8 финала            | Четвертьфинал          | Полуфинал            | Финал                | Место |
| Категория | Спортсмены      | Соперник Результат    | Соперник Результат     | Соперник Результат   | Соперник Результат   | Место |
| --------- | --------------- | --------------------- | ---------------------- | -------------------- | -------------------- | ----- |
| до 80 кг  | Милад Харчегани | TPEЛю Вэй-Тин В 15:11 | UZBН. Рафалович П 1:12 | Завершил выступление | Завершил выступление | 9     |

Женщины
| Категория | Спортсмены     | 1/8 финала            | Четвертьфинал         | Полуфинал             | Финал                 | Место |
| Категория | Спортсмены     | Соперник Результат    | Соперник Результат    | Соперник Результат    | Соперник Результат    | Место |
| --------- | -------------- | --------------------- | --------------------- | --------------------- | --------------------- | ----- |
| до 67 кг  | Фарида Азизова | USAП. Макферсон П 5:8 | Завершила выступление | Завершила выступление | Завершила выступление | 11    |

### Фехтование

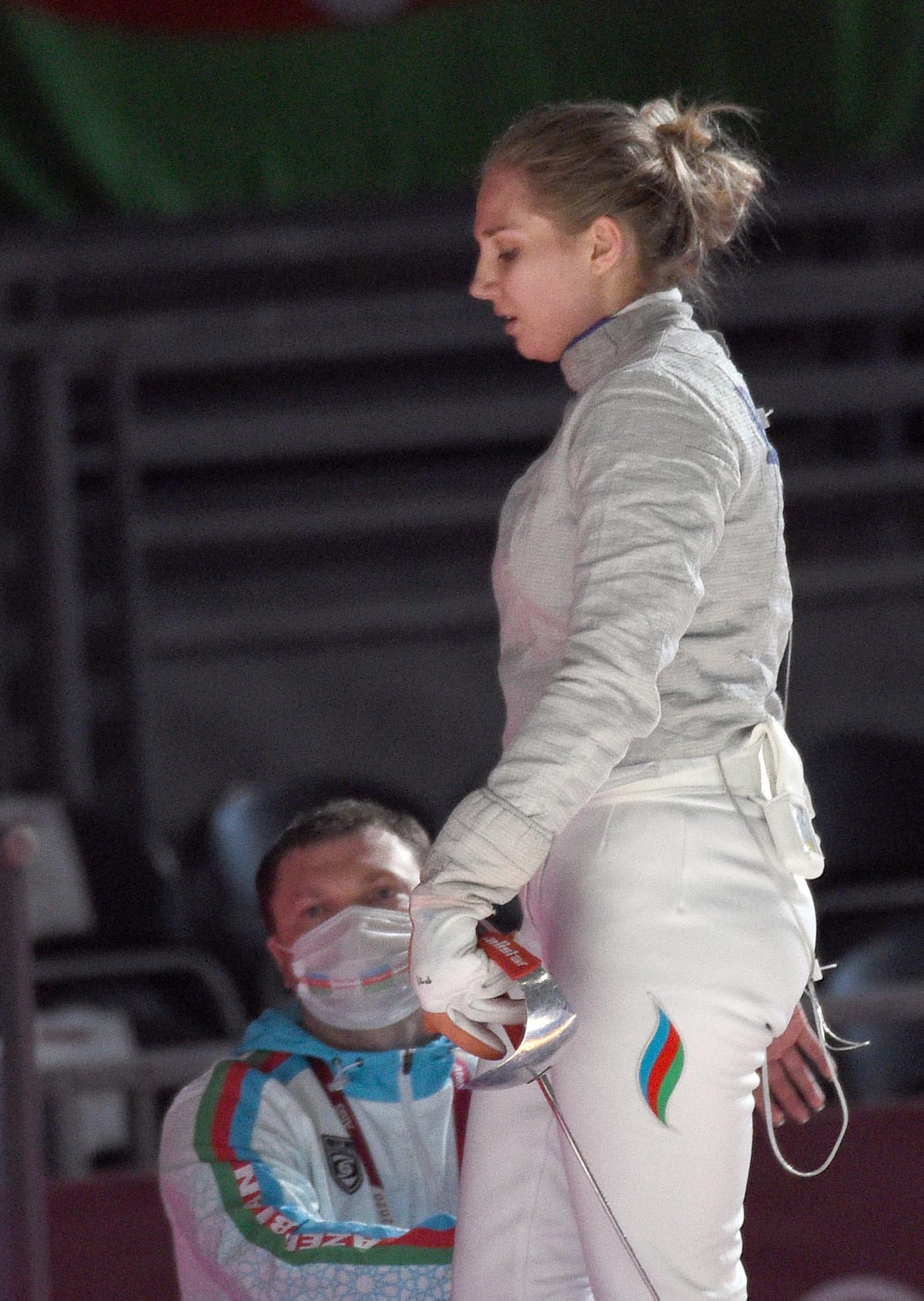
Саблистка Анна Башта выступала на первых Олимпийских играх в своей карьере

В фехтовании лицензию на Олимпиаду завоевала саблистка Анна Башта, став победительницей квалификационного турнира в Мадриде, где она в финале одолела немку Анну Лимбах со счётом 15:13. На дебютных для себя Олимпийских играх Анна Башта в 1/16 финала победила Энн-Элизабет Стоун из США со счётом 15:9, но в 1/8 проиграла Ольге Никитиной из России (13:15) и выбыла из турнира.
Женщины
| Соревнование         | Спортсмены | 1/16 финала        | 1/8 финала             | Четвертьфинал         | Полуфинал             | Финал                 | Место |
| Соревнование         | Спортсмены | Соперник Результат | Соперник Результат     | Соперник Результат    | Соперник Результат    | Соперник Результат    | Место |
| -------------------- | ---------- | ------------------ | ---------------------- | --------------------- | --------------------- | --------------------- | ----- |
| индивидуальная сабля | Анна Башта | USAЭ. Стоун В 15:9 | ROCО. Никитина П 13:15 | Завершила выступление | Завершила выступление | Завершила выступление | 15    |

## Итоги Олимпийских игр для Азербайджана

### Общий результат выступления
На Олимпийских играх 2020 в Токио спортсмены Азербайджана завоевали семь медалей: три серебряные и четыре бронзовые. Азербайджан впервые взял олимпийские медали в карате и женском дзюдо. Вместе с тем впервые с Олимпийских игр 1996 года азербайджанские спортсмены не смогли завоевать ни одну золотую медаль Олимпиады. В итоге сборная заняла 67-е место в неофициальном общекомандном зачёте по достоинству медалей, что стало наихудшим показателем Азербайджана за всю историю выступлений на Олимпийских играх. Среди стран Европы Азербайджан занял 34-е место и расположился на 8-м месте среди республик бывшего Советского Союза, уступив России, Узбекистану, Грузии, Украине, Беларуси, Эстонии и Латвии. По общему же количеству наград Азербайджан разделил с Ираном, Бельгией, Беларусью, Индией и Австрией 33-е место.
Три из семи наград (две серебряные и одну бронзовую) Азербайджану принесли спортсмены, выросшие в этой стране, а четыре медали (одну серебряную и три бронзовые) — натурализованные атлеты. Все три медали в соревнованиях среди женщин принесли сборной Азербайджана спортсменки украинского происхождения. Все трое из доморощенных медалистов были старше 30 лет: каратисту Рафаэлю Агаеву и борцам Гаджи Алиеву и Рафику Гусейнову было 36, 30 и 33 года соответственно. Таким образом, отсутствие среди медалистов относительно молодых спортсменов азербайджанские спортивные журналисты подвергли жёсткой критике. Но если выступление каратистов спортивные обозреватели характеризуют относительно положительно (двое из трёх дошли до финала), то выступления боксёров, мужской сборной по дзюдо, тхэквондистов и борцов были расценены как провал. Так, если на прошлой Олимпиаде азербайджанские боксёры и дзюдоисты взяли по две медали, тхэквондисты — три, а борцы — аж девять, то на Играх в Токио мужская сборная по дзюдо и тхэквондисты вовсе остались без медалей, одна медаль в боксе была на счету у натурализованного кубинца, а представители борьбы, являющейся в Азербайджане национальным видом спорта, завоевали всего три медали. Отсутствие в активе сборной Азербайджана золотой медали вовсе было расценено как фиаско.

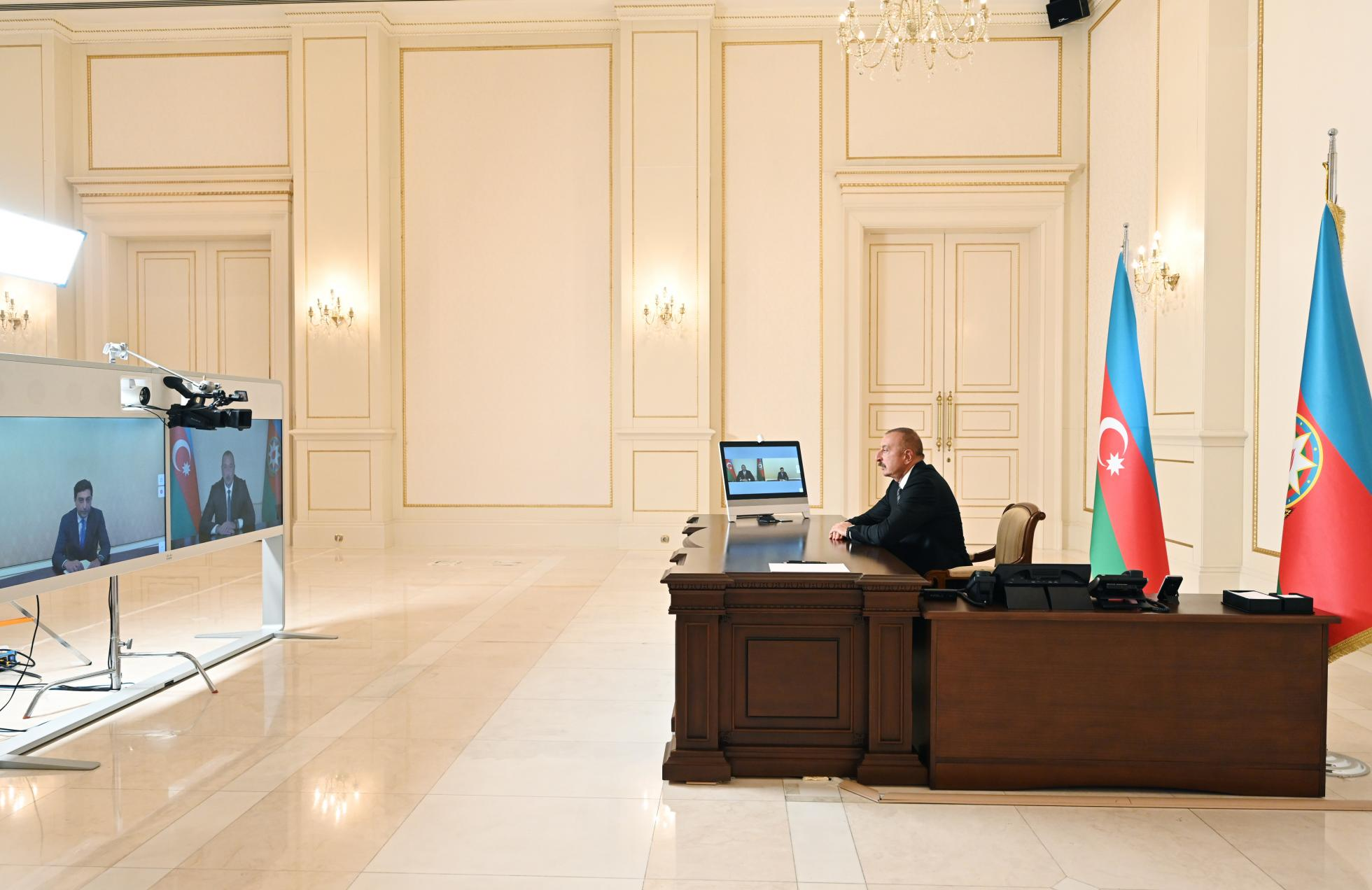
Президент Азербайджана Ильхам Алиев во время онлайн-встречи с новоназначенным министром молодёжи и спорта Фаридом Гаибовым затронул и тему выступления азербайджанских спортсменов на Олимпийских играх в Токио

7 сентября во время назначения на пост министра молодёжи и спорта Фарида Гаибова президент республики Ильхам Алиев отметил, что хотя на Играх в Токио Азербайджан завоевал меньше медалей, чем в Рио, спортсмены страны, по словам президента, показали «хороший результат» и даже «были очень близки» к завоеванию золотой медали. Работу в некоторых федерациях в период подготовки к Олимпийским играм Алиев назвал «неудовлетворительной» и заявил, что следует серьёзно проанализировать положение во всех федерациях, уделить особое внимание тренировочному процессу и учебно-тренировочным сборам. Алиев коснулся и проблемы отсутствия представителей молодого поколения среди призёров Игр, указав, что это «следует предельно серьёзно проанализировать», в связи с чем дал указание серьёзно проверить деятельность спортивно-олимпийских комплексов страны и на каком уровне там находится тренировочный процесс, а также проанализировать положение в клубах.

### Реформы в федерациях
2 августа, ещё до завершения Игр, стало известно, что в связи с провальным выступлением мужской сборной Азербайджана по дзюдо на Олимпиаде, Федерация дзюдо Азербайджана приняла решение отправить в отставку главного тренера сборной Руслана Машуренко, а также его помощников Эльхана Мамедова, Назима Гусейнова и Мехмана Азизова. Исполняющим обязанности главного тренера стал наставник молодёжной сборной Азербайджана по дзюдо Эльчин Исмайлов. Также Федерация приняла решение сократить зарплату ряда дзюдоистов. 10 августа главным тренером сборной был назначен бронзовый призёр Олимпийских игр 2008 года в Пекине и открытого чемпионата мира Мовлуд Миралиев, а его помощниками стали Эльчин Исмайлов, Эльхан Раджабли, Шумшад Бахрамов, Ильхам Мамедов и Заур Бабаев.
7 сентября указом президента Азербайджана Ильхама Алиева на пост министра молодёжи и спорта был назначен Фарид Гаибов, который, пообещал проанализировать ситуацию в азербайджанском спорте, проводя встречи с руководителями различных федераций, а также заявил о грядущих реформах. Гаибов отправил в отставку замминистров по спортивной политике Исмаила Исмайлова и по молодёжной политике Интигама Бабаева, а на их место соответственно назначил Мариану Василеву и Индиру Гаджиеву. Начальник департамента спорта в министерстве Фарид Мансуров также был снят с поста. Его место занял Эльнур Мамедов.
7 сентября состоялось заседание правления Федерации тхэквондо Азербайджана, где было обсуждено провальное выступление тхэквондистов сборной на Олимпиаде в Токио, а также работа тренерского штаба. Было решено внести изменения в тренерский штаб сборной. И хотя Реза Мехмандост остался на посту главного тренера мужской сборной, его помощником был назначен Санан Гашимов. Главным тренером же женской сборной был назначен Сабухи Зульфугаров, а его помощником — Рашад Мамедов.
До начала нового года в ходе проводимых реформ руководителя Федерации стрельбы Азербайджана Вагифа Ахундова сменил министр внутренних дел Вилаят Эйвазов. Пост главы федераций фехтования и бадминтона зянали руководитель телекомпании Ictimai TV Балакиши Касумов и бизнесмен Талех Зиядов соответственно (до них эти должности занимал министр экономики Микаил Джаббаров). Министр оборонной промышленности Мадат Гулиев возглавил Федерацию велоспорта Азербайджана. На должность президента Федерацией гребли Азербайджана был назначен глава ОАО Azərişıq Вугар Ахмедов. А Федерацию триатлона Азербайджана вместо Азера Магеррамова возглавил глава крупнейшего производителя программного обеспечения в Азербайджане Эльчин Алиев.

## Награждения призёров и их тренеров
Согласно распоряжению президента Азербайджана Ильхама Алиева от 12 августа 2021 года, премиальные за серебряную медаль составили 200 тысяч манатов (тренерам — 100 тысяч манатов), а за бронзовую — 100 тысяч манатов (тренерам — 50 тысяч манатов). Алиев как президент НОК Азербайджана подписал также распоряжение о дополнительных премиях для спортсменов и их тренеров за результаты на Играх: каждому серебряному призёру Игр НОК Азербайджана были утверждены дополнительные 100 тысяч манатов (тренеру — 50 тысяч манатов), а бронзовому призёру Игр — 50 тысяч манатов (тренеру — 25 тысяч манатов).
В этот же день призёры Игр и их тренеры распоряжением президента Азербайджана «за высокие достижения на XXXII Летних Олимпийских играх в Токио и заслуги в развитии азербайджанского спорта» были награждены орденами и медалями. Согласно этому распоряжению, борец Мария Стадник была награждена — орденом «За службу Отечеству I степени», борец Гаджи Алиев и каратисты Рафаэль Агаев и Ирина Зарецкая — орденом «За службу Отечеству II степени», боксёр Альфонсо Домингес, дзюдоистка Ирина Киндзерская и борец Рафик Гусейнов — орденом «За службу Отечеству III степени».
Главный тренер женской сборной по вольной борьбе и личный тренер Гаджи Алиева Эльман Азимзаде были награждены орденом «Труд III степени», член Федерации дзюдо Азербайджана Вусал Джафаров, начальник сборной Азербайджана по боксу Анар Мамедов, генеральный секретарь Федерации борьбы Азербайджана Орхан Мамедов, тренер сборной Азербайджана по дзюдо Рашад Мамедов, личный тренер Рафика Гусейнова Радик Гусейнов, главный тренер сборной Азербайджана по греко-римской борьбе Александр Тараканов, главный тренер сборной Азербайджана по боксу Умберто Домингес — медалью «Прогресс».
Помимо этого, главный тренер сборной Азербайджана по вольной борьбе Намик Абдуллаев, президент Федерации карате Азербайджана Яшар Баширов, личный тренер Ирины Зарецкой Денис Морозов, личный тренер Рафаэля Агаева Физули Мусаев и главный тренер сборной Азербайджана по карате Гурбан Тагиев были награждены почётными дипломами президента Азербайджанской Республики.